# Canet-en-Roussillon
Pour les articles homonymes, voir Canet.
Canet-en-Roussillon, [canet]  localement, en Pays Catalan, est une commune française située dans le nord-est du département des Pyrénées-Orientales, en région Occitanie. Ses habitants sont appelés les Canétois. C'est la deuxième plus grande ville des Pyrénées-Orientales avec une population de 12 436 habitants (2013). Sur le plan historique et culturel, Canet-en-Roussillon fait partie de l'ancienne province du royaume de France, le Roussillon, qui a existé de 1659 jusqu'à la création du département des Pyrénées-Orientales en 1790 et qui recouvrait les trois vigueries du Roussillon, du Conflent et de Cerdagne.
Exposée à un climat méditerranéen, elle est drainée par la Têt, le Réart, l'Agouille de la Mer et par deux autres cours d'eau. La commune possède un patrimoine naturel remarquable : deux sites Natura 2000 (le « complexe lagunaire de Canet-Saint Nazaire » et le « complexe lagunaire de Canet »), deux espaces protégés (le « Grau des Basses » et l'« étang de Canet - Saint-Nazaire ») et quatre zones naturelles d'intérêt écologique, faunistique et floristique.
Canet-en-Roussillon est une commune urbaine et littorale qui compte 13 005 habitants en 2022, après avoir connu une forte hausse de la population depuis 1962. Elle est dans l'unité urbaine de Canet-en-Roussillon et fait partie de l'aire d'attraction de Perpignan. Ses habitants sont appelés les Canétois ou  Canétoises.
La ville est connue aujourd'hui principalement en tant que station balnéaire. Elle est la commune du littoral la plus proche de Perpignan.
Canet-en-Roussillon est aussi l'ancien siège de la vicomté de Canet.

## Géographie

### Localisation
Elle se situe à 9 km à vol d'oiseau de Perpignan, préfecture du département
, bureau centralisateur du canton de la Côte Sableuse dont dépend la commune depuis 2015 pour les élections départementales
La commune est par ailleurs ville-centre du bassin de vie de Canet-en-Roussillon.
Les communes les plus proches sont : 
Sainte-Marie-la-Mer (2,5 km), Villelongue-de-la-Salanque (3,1 km), Saint-Nazaire (4,4 km), Torreilles (5,6 km), Cabestany (6,0 km), Bompas (6,7 km), Saleilles (7,3 km), Claira (7,4 km).
| Villelongue-de-la-Salanque | Sainte-Marie-la-Mer |                  |
| Perpignan, Cabestany       | Canet-en-Roussillon | Mer Méditerranée |
| Saint-Nazaire, Alénya      | Saint-Cyprien       |                  |

### Géologie et relief
La commune est entièrement située dans la plaine du Roussillon, qui fait partie d'un bassin géologique à l'extrémité orientale de la chaîne des Pyrénées. Ce bassin s'est formé il y a environ 30 millions d'années.
Cependant, les formations géologiques que l'on trouve en surface dans la commune sont beaucoup plus jeunes. Les formations les plus anciennes sont les dépôts continentaux du Pliocène, dont l'âge est estimé à 3-5 millions d'années. On les trouve dans la partie nord de la commune, et notamment sous les collines sur lesquelles se trouvent le village de Canet-en-Roussillon et les vignobles de l'Esparrou,.
Ces formations pliocènes sont en partie recouvertes par des terrasses fluviales de graviers grossiers, déposées par la Têt, peut-être il y a environ un million d'années (Pléistocène inférieur),.
Une étroite bande d'alluvions holocènes occupe la plaine inondable de la Têt tout au nord de la commune.
| alternative1 |  | alternative2 |
| À gauche : formation fluviale du Pléistocène inférieur en haut ; formation continentale du Pliocène en bas (sous l'arboretum de Canet). À droite : La Têt et une falaise d'alluvions holocènes (au nord du village). |  |              |

Le secteur oriental de la commune est une bande côtière de sable et de dunes, alimentée principalement par la Têt et construite par les courants marins, et créée au cours des derniers millénaires.
La partie sud de la commune est principalement occupée par des dépôts lagunaires limoneux, alimentés par le Réart et également déposés au cours des derniers millénaires, dans un étang coincé derrière le cordon littoral.
La superficie de la commune est de 2 239 hectares. Son altitude varie entre 0 et 37 mètres.
Elle est située en zone de sismicité 3 (sismicité modérée).

### Hydrographie

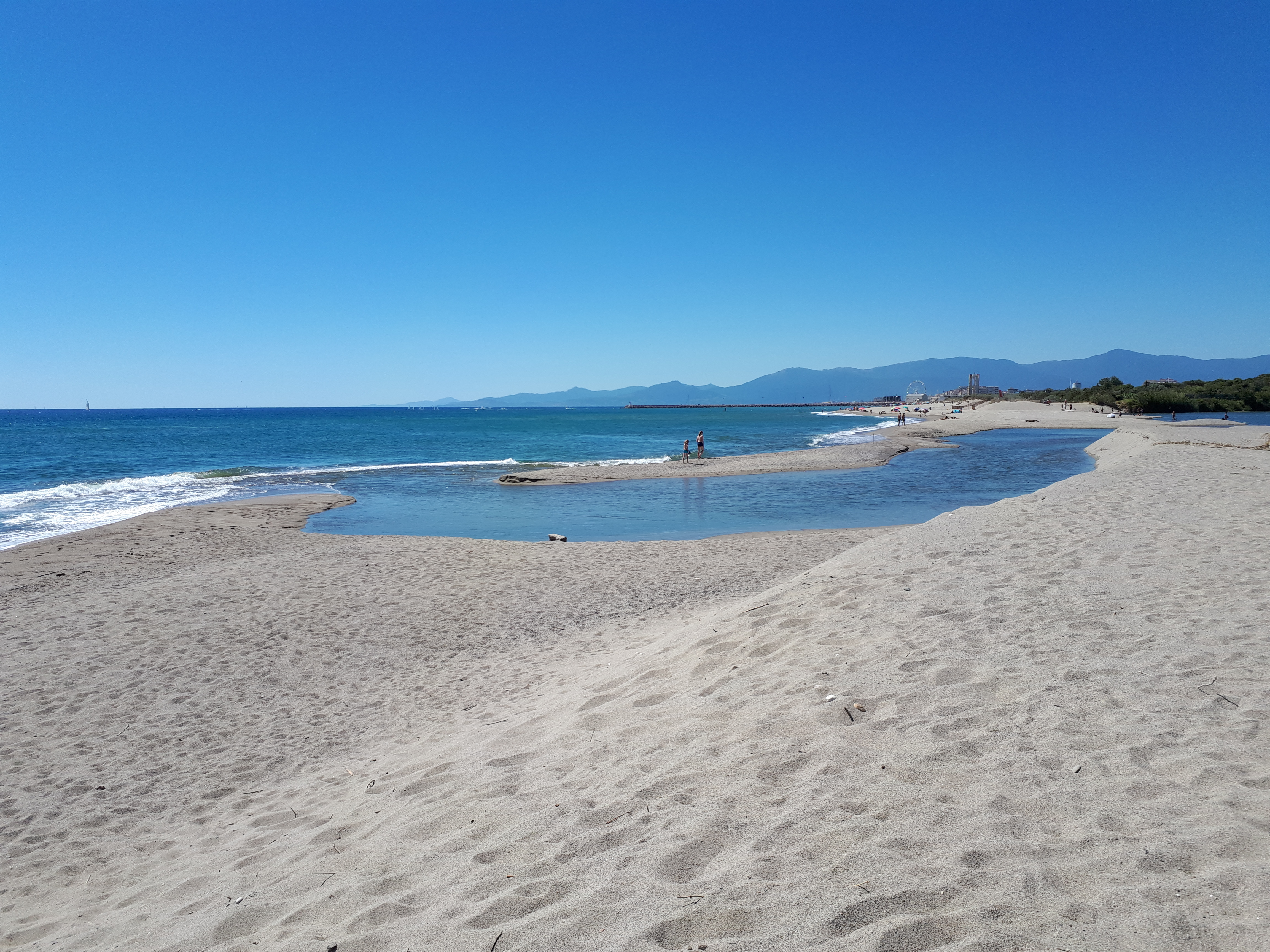
L'embouchure de la Têt, Canet-en-Roussillon.

L'embouchure de la Têt, fleuve prenant sa source en Cerdagne, marque la limite nord de la commune.
L'Agulla del Cagarell et son petit affluent le Còrrec de les Lloberes traversent la commune de l'ouest vers l'est avant de se diriger vers le sud dans l'étang de Canet-Saint-Nazaire.
La commune est bordée au sud par l'étang de Canet-Saint-Nazaire, étendue d'eau saumâtre (environ 4 km de long pour 2 km au point le plus large) possédant une faune et une flore assez riche (présence de nombreuses espèces d'oiseaux).

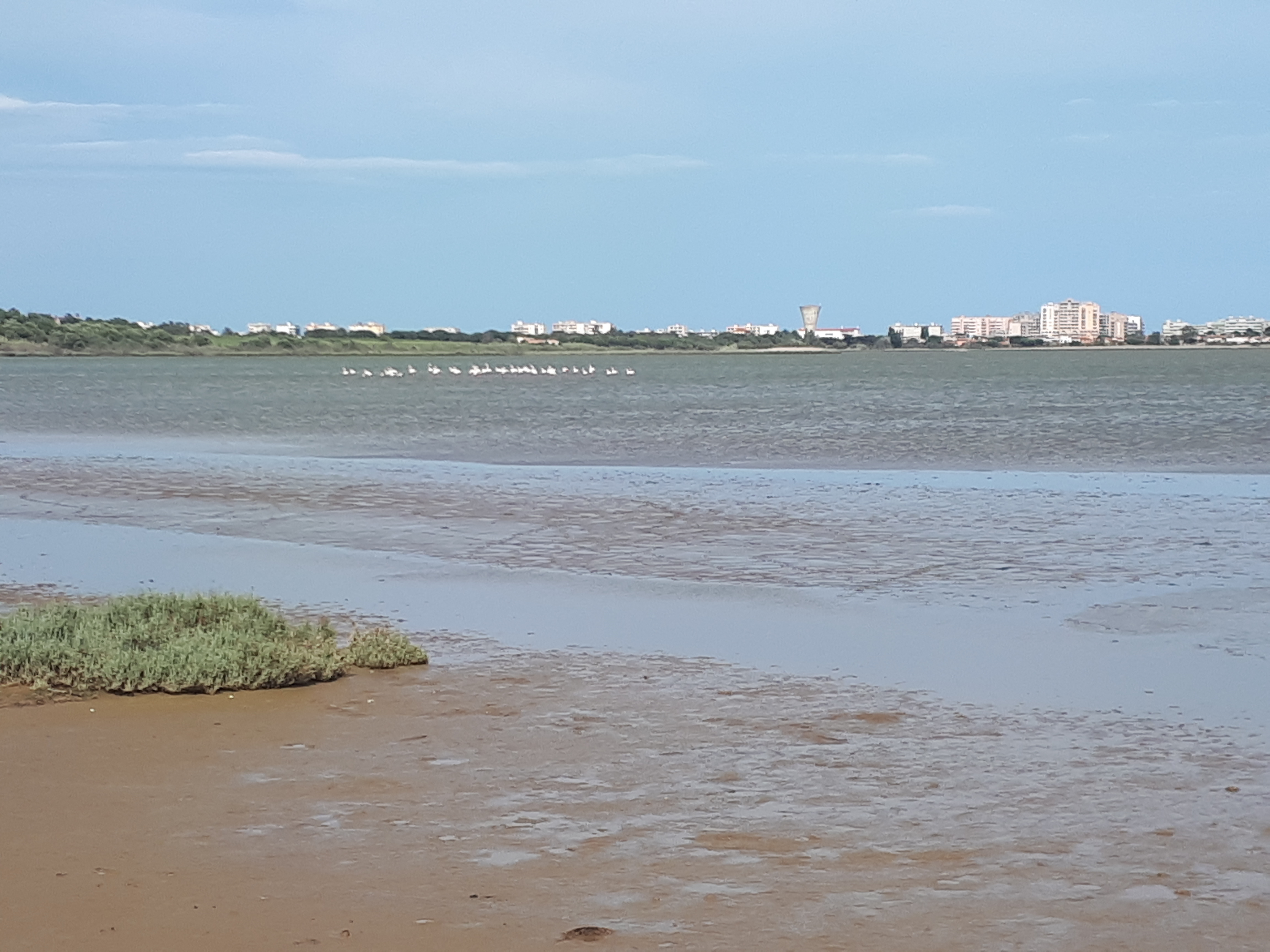
Un groupe de flamants roses dans le secteur nord-ouest de l'etang de Canet - Saint-Nazaire. En arrière-plan : l'agglomération de Canet Sud, qui s'étend entre la lagune et le littoral méditerranéen.

### Climat
Le climat qui caractérise la commune est qualifié, en 2010, de « climat méditerranéen franc », selon la typologie des climats de la France qui compte alors huit grands types de climats en métropole. En 2020, la commune ressort du type « climat méditerranéen » dans la classification établie par Météo-France, qui ne compte désormais, en première approche, que cinq grands types de climats en métropole. Pour ce type de climat, les hivers sont doux et les étés chauds, avec un ensoleillement important et des vents violents fréquents.
Les paramètres climatiques qui ont permis d’établir la typologie de 2010 comportent six variables pour les températures et huit pour les précipitations, dont les valeurs correspondent à la normale 1971-2000. Les sept principales variables caractérisant la commune sont présentées dans l'encadré ci-après.
| Paramètres climatiques communaux sur la période 1971-2000 - Moyenne annuelle de température : 15,1 °C - Nombre de jours avec une température inférieure à −5 °C : 0,4 j - Nombre de jours avec une température supérieure à 30 °C : 9,7 j - Amplitude thermique annuelle : 15,4 °C - Cumuls annuels de précipitation : 622 mm - Nombre de jours de précipitation en janvier : 5,3 j - Nombre de jours de précipitation en juillet : 2,2 j |

Avec le changement climatique, ces variables ont évolué. Une étude réalisée en 2014 par la direction générale de l'Énergie et du Climat complétée par des études régionales prévoit en effet que la  température moyenne devrait croître et la pluviométrie moyenne baisser, avec toutefois de fortes variations régionales. La station météorologique de Météo-France installée sur la commune et en service de 1961 à 2023 permet de connaître l'évolution des indicateurs météorologiques. Le tableau détaillé pour la période 1991-2020 est présenté ci-après.
| Mois                                             | jan.         | fév.         | mars         | avril        | mai        | juin       | jui.       | août         | sep.       | oct.       | nov.       | déc.         | année     |
| ------------------------------------------------ | ------------ | ------------ | ------------ | ------------ | ---------- | ---------- | ---------- | ------------ | ---------- | ---------- | ---------- | ------------ | --------- |
| Température minimale moyenne (°C)                | 6            | 6,3          | 9            | 10,7         | 14,7       | 17,5       | 19,8       | 19,9         | 15,9       | 12,8       | 8,7        | 6,5          | 12,3      |
| Température moyenne (°C)                         | 9,2          | 9,7          | 12,7         | 14,1         | 18         | 21         | 23,7       | 23,9         | 20,1       | 16,3       | 12,3       | 9,8          | 15,9      |
| Température maximale moyenne (°C)                | 12,4         | 13,2         | 16,4         | 17,5         | 21,4       | 24,5       | 27,6       | 27,9         | 24,4       | 19,7       | 15,8       | 13,1         | 19,5      |
| Record de froid (°C) date du record              | −8 15.1985   | −8 04.1963   | −5 07.1971   | 0,5 09.1970  | 2 04.1967  | 6 01.1962  | 9 11.1969  | 7 18.1963    | 5 29.1993  | 1 31.1974  | −6 30.1969 | −5 25.1970   | −8 1985   |
| Record de chaleur (°C) date du record            | 24,6 26.2024 | 24,6 04.2024 | 28,5 17.1997 | 27,3 27.1984 | 31 22.1964 | 36 28.1965 | 36 28.1967 | 38,4 23.2023 | 38 05.1962 | 32 03.1997 | 25 07.1995 | 26,1 11.1961 | 38,4 2023 |
| Précipitations (mm)                              | 69,6         | 47,9         | 51,3         | 66,5         | 49,2       | 24,1       | 15,3       | 29,7         | 53,5       | 106,9      | 83,9       | 60,4         | 658,3     |
| dont nombre de jours avec précipitations ≥ 1 mm  | 5,4          | 4,3          | 5,1          | 6,5          | 5,9        | 3,6        | 2,8        | 3,7          | 4,7        | 5,7        | 5,9        | 4,9          | 58,4      |
| dont nombre de jours avec précipitations ≥ 5 mm  | 2,7          | 1,9          | 2,5          | 3            | 2,4        | 1,6        | 1          | 1,6          | 2,5        | 3,4        | 2,6        | 2,4          | 27,5      |
| dont nombre de jours avec précipitations ≥ 10 mm | 1,7          | 1,4          | 1,6          | 1,6          | 1,4        | 0,7        | 0,3        | 0,7          | 1,5        | 2,4        | 1,6        | 1,6          | 16,5      |

### Milieux naturels et biodiversité

#### Espaces protégés
La protection réglementaire est le mode d’intervention le plus fort pour préserver des espaces naturels remarquables et leur biodiversité associée,.
Dans ce cadre, la commune fait partie.
Deux espaces protégés sont présents sur la commune : 
- le « Grau des Basses », objet d'un arrêté de protection de biotope, d'une superficie de 8,3 ha[26] ;
- l'« étang de Canet - Saint-Nazaire », un terrain acquis par le Conservatoire du Littoral, d'une superficie de 1 181,7 ha[27],[28].

#### Réseau Natura 2000

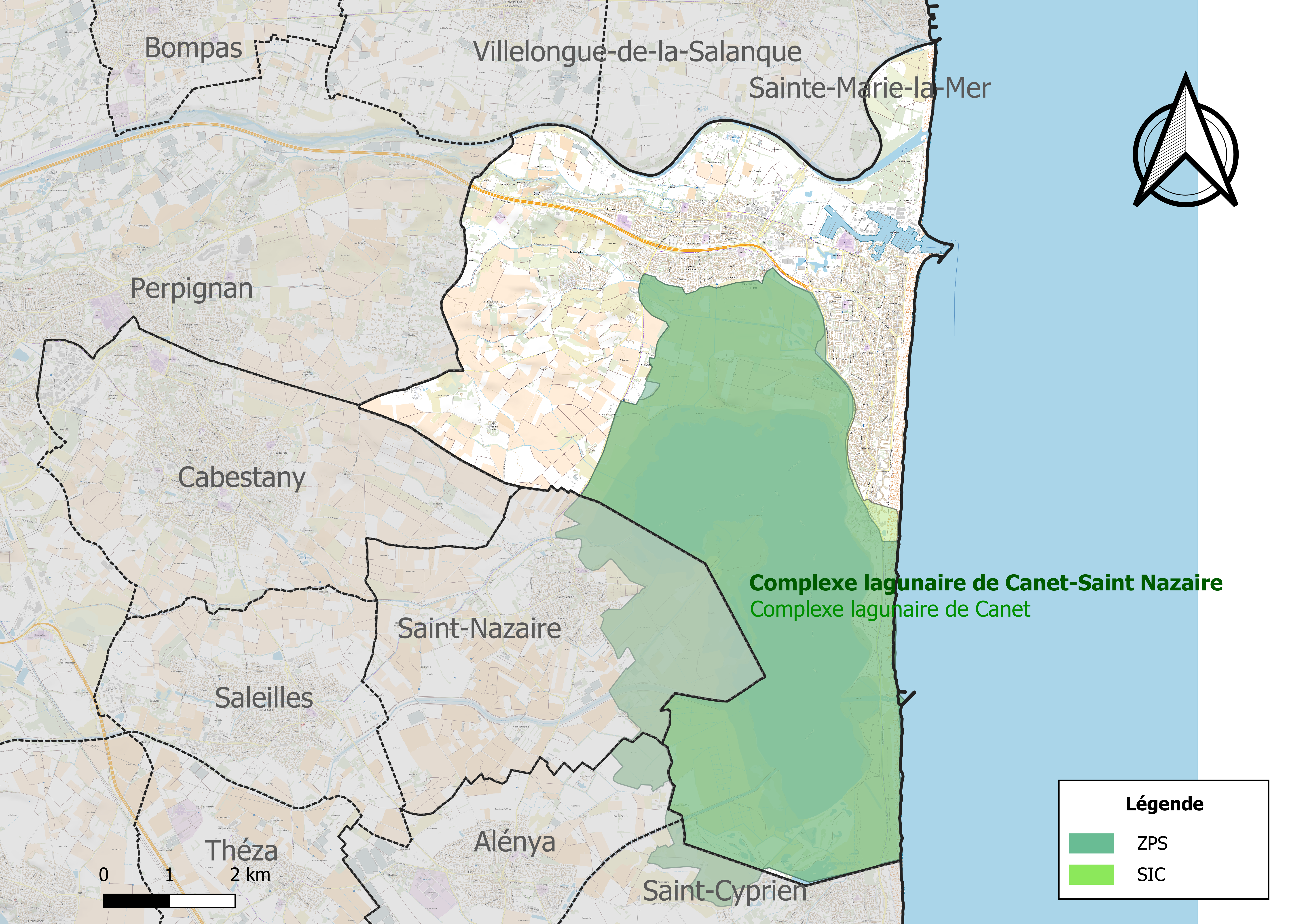
Site Natura 2000 sur le territoire communal.

Le réseau Natura 2000 est un réseau écologique européen de sites naturels d'intérêt écologique élaboré à partir des directives habitats et oiseaux, constitué de zones spéciales de conservation (ZSC) et de zones de protection spéciale (ZPS).
Un site Natura 2000 a été défini sur la commune au titre de la directive habitats.
- le « complexe lagunaire de Canet », d'une superficie de 1 872 ha, l'élément le plus méridional qui subsiste en France du grand ensemble lagunaire du languedoc-Roussillon. Il s'agit d'une lagune évoluée, à un stade de maturité où la coupure avec la mer est en train de s'effectuer et où les apports d'eau douce deviennent prépondérants[31] et  au titre de la directive oiseaux[30],
- le « complexe lagunaire de Canet-Saint Nazaire », d'une superficie de 1 869 ha, joue différents rôles en fonction des saisons et des espèces d'oiseaux : aires de repos, aires de nidification (roselières et milieux  dunaires, notamment), zones d'alimentation (plan d'eau, prairies pâturées). Le site accueille ainsi de nombreuses espèces de l'annexe 1 avec des effectifs souvent significatifs. On signalera notamment la Talève sultane, pour laquelle l'étang constitue le seul site de nidification actuellement connu  en France[32].

#### Zones naturelles d'intérêt écologique, faunistique et floristique
L’inventaire des zones naturelles d'intérêt écologique, faunistique et floristique (ZNIEFF) a pour objectif de réaliser une couverture des zones les plus intéressantes sur le plan écologique, essentiellement dans la perspective d’améliorer la connaissance du patrimoine naturel national et de fournir aux différents décideurs un outil d’aide à la prise en compte de l’environnement dans l’aménagement du territoire.
Trois ZNIEFF de type 1 sont recensées sur la commune :
- l'« étang de Canet » (630 ha), couvrant 2 communes du département[34] ;
- le « Lido de l'étang de Canet » (159 ha)[35],
- la « zone humide de l'étang de Canet » (945 ha), couvrant 4 communes du département[36] ;

et une ZNIEFF de type 2, : 
le « complexe lagunaire de Canet-Saint-Nazaire » (1 912 ha), couvrant 4 communes du département.

Carte des ZNIEFF de type 1 et 2 à Canet-en-Roussillon.
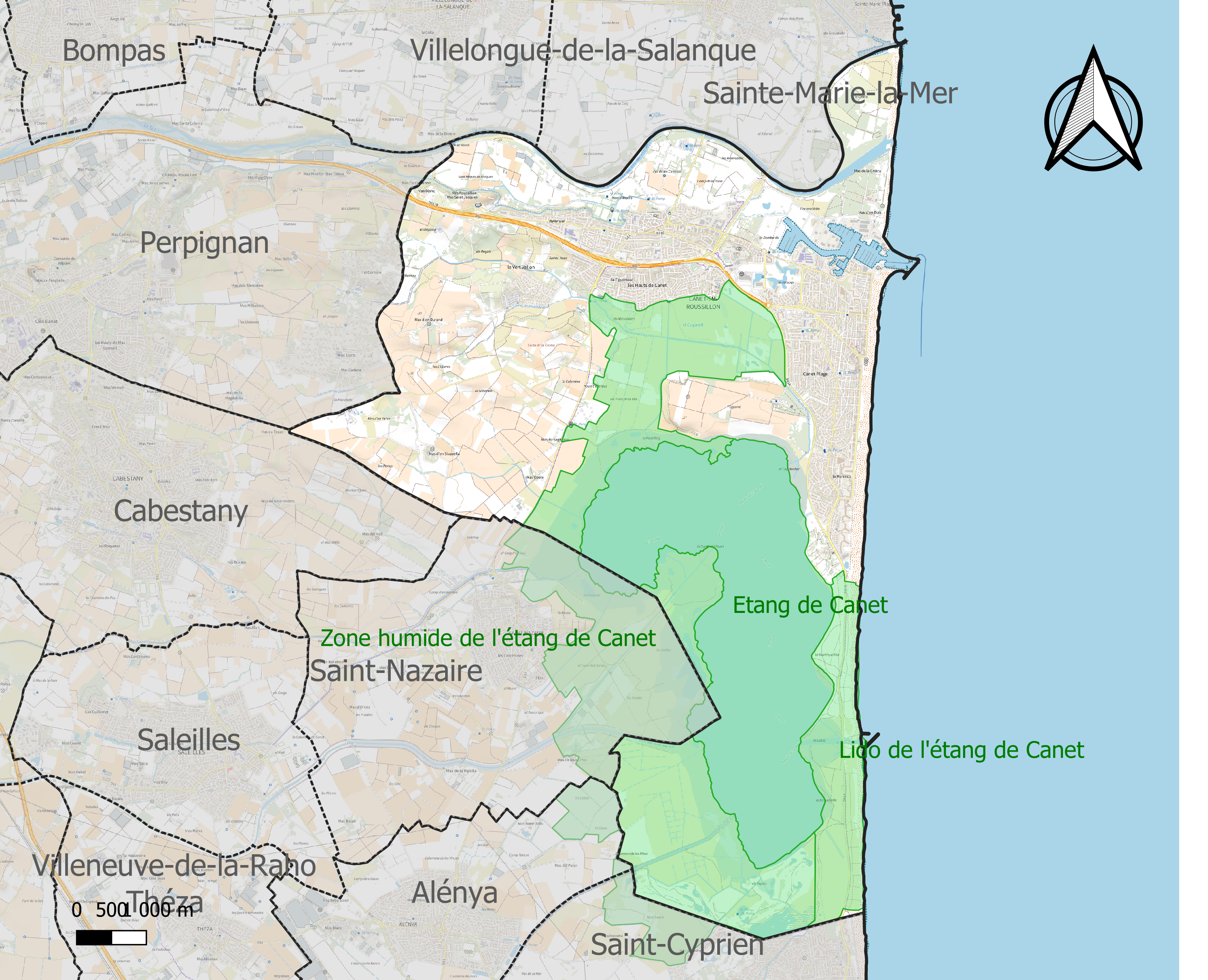
Carte des ZNIEFF de type 1 sur la commune.
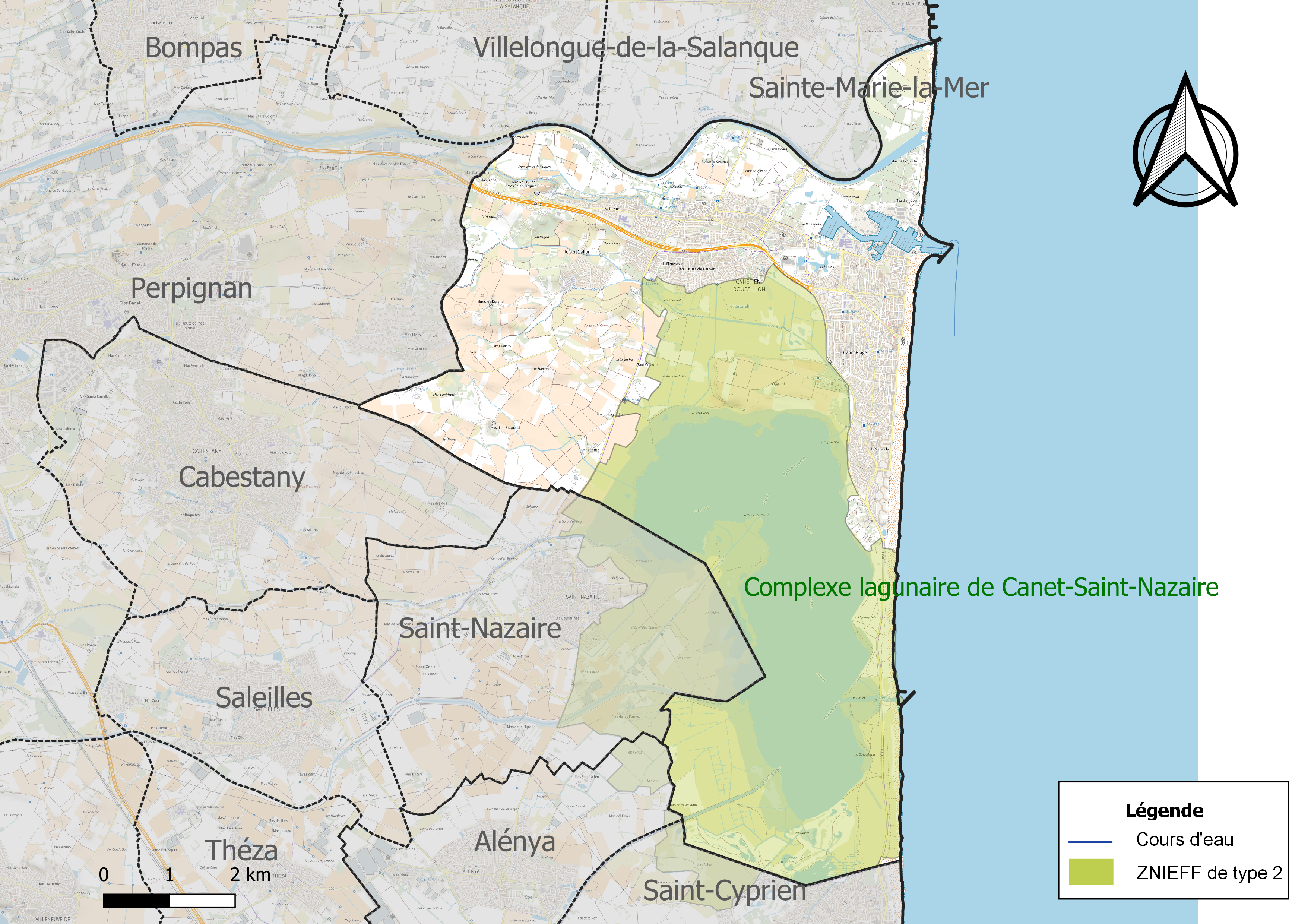
Carte de la ZNIEFF de type 2 sur la commune.

## Urbanisme

### Typologie
Au 1er janvier 2024, Canet-en-Roussillon est catégorisée petite ville, selon la nouvelle grille communale de densité à sept niveaux définie par l'Insee en 2022.
Elle appartient à l'unité urbaine de Canet-en-Roussillon, une unité urbaine monocommunale constituant une ville isolée,. Par ailleurs la commune fait partie de l'aire d'attraction de Perpignan, dont elle est une commune de la couronne,. Cette aire, qui regroupe 118 communes, est catégorisée dans les aires de 200 000 à moins de 700 000 habitants,.
La commune, bordée par la mer Méditerranée, est également une commune littorale au sens de la loi du 3 janvier 1986, dite loi littoral. Des dispositions spécifiques d’urbanisme s’y appliquent dès lors afin de préserver les espaces naturels, les sites, les paysages et l’équilibre écologique du littoral, tel le principe d'inconstructibilité, en dehors des espaces urbanisés, sur la bande littorale des 100 mètres, ou plus si le plan local d’urbanisme le prévoit.

### Occupation des sols

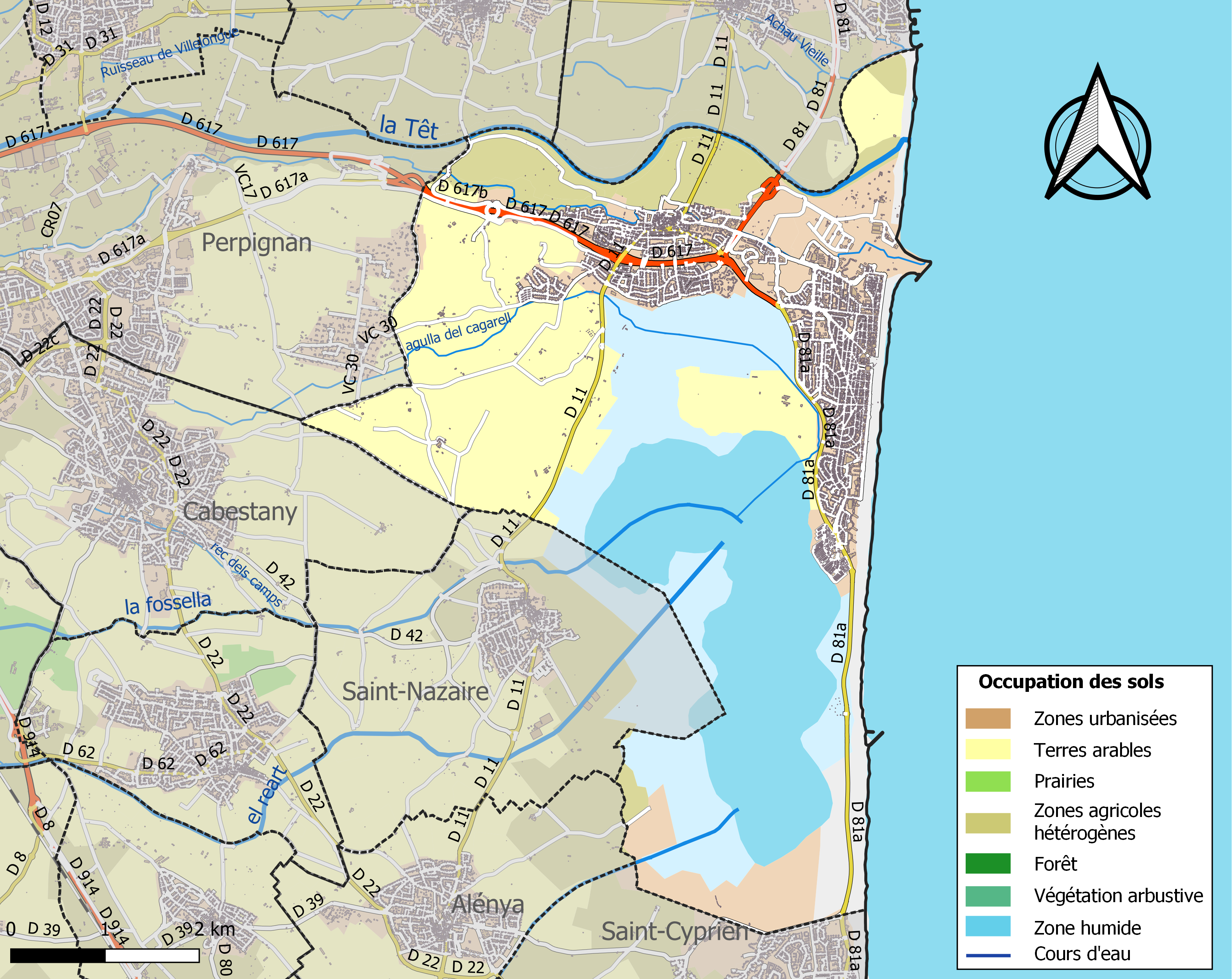
Carte des infrastructures et de l'occupation des sols de la commune en 2018 (CLC).

L'occupation des sols de la commune, telle qu'elle ressort de la base de données européenne d’occupation biophysique des sols Corine Land Cover (CLC), est marquée par l'importance des territoires agricoles (33,9 % en 2018), en diminution par rapport à 1990 (37,2 %). La répartition détaillée en 2018 est la suivante : 
cultures permanentes (25,8 %), eaux maritimes (21,3 %), zones humides côtières (16 %), zones urbanisées (14,3 %), zones agricoles hétérogènes (8,2 %), espaces verts artificialisés, non agricoles (7,5 %), espaces ouverts, sans ou avec peu de végétation (5,5 %), zones industrielles ou commerciales et réseaux de communication (1,5 %). L'évolution de l’occupation des sols de la commune et de ses infrastructures peut être observée sur les différentes représentations cartographiques du territoire : la carte de Cassini (XVIIIe siècle), la carte d'état-major (1820-1866) et les cartes ou photos aériennes de l'IGN pour la période actuelle (1950 à aujourd'hui).

### Morphologie urbaine

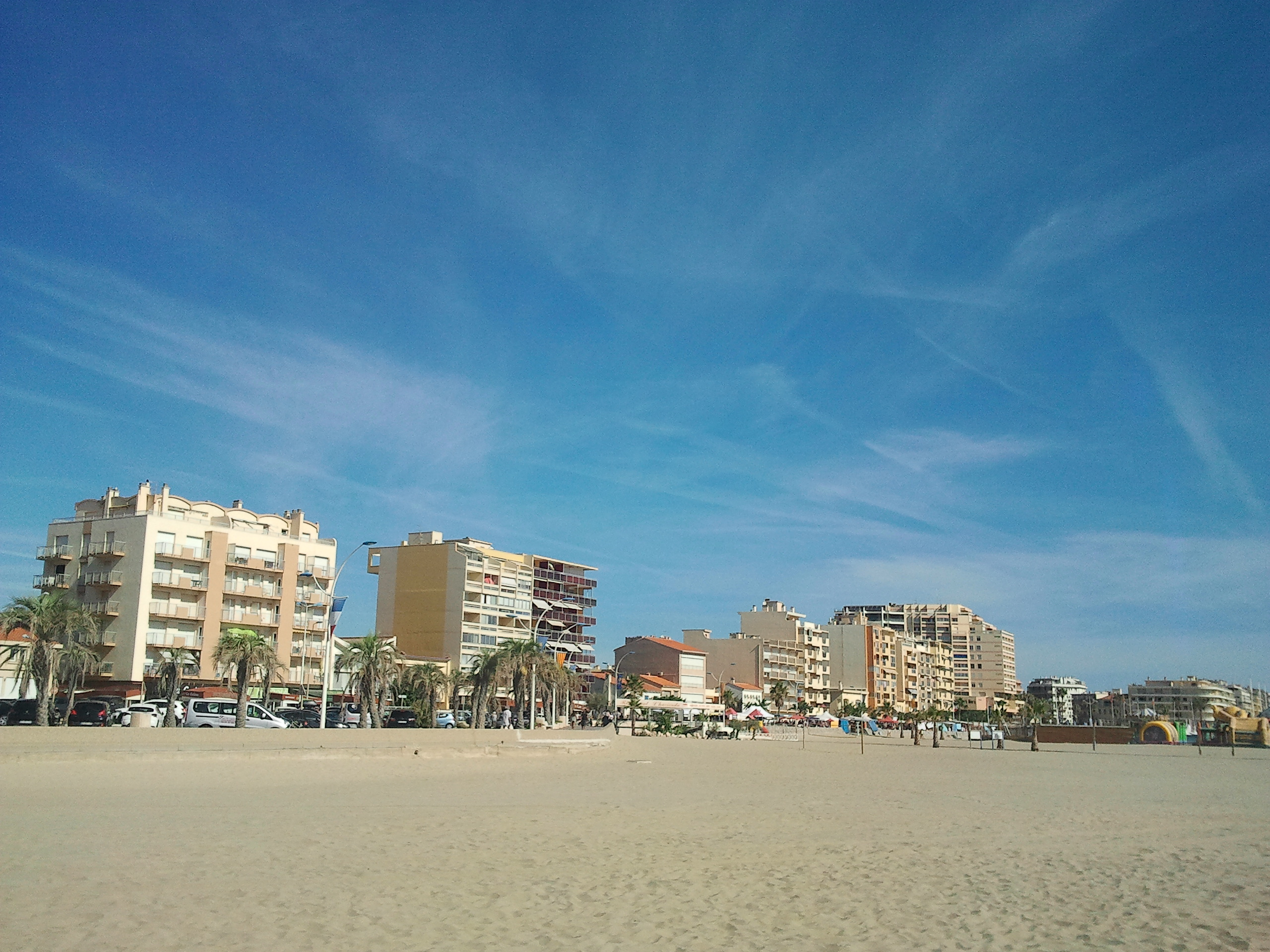
Le front de mer et la plage.

La commune de Canet-en-Roussillon se divise en deux parties inégales :
- Canet-village : le vieux village avec ses ruelles et son château ;
- Canet-plage : la station balnéaire.

### Logement
Canet-en-Roussillon comprend 15 256 logements (en 2012), parmi lesquels 43,3 % sont des résidences principales, 53,7 % sont des résidences secondaires et 1% est vacant. 61,2 % des ménages sont propriétaires de leur logement.
Faute d'avoir respecté l'objectif triennal 2011-2013 de construction de logements sociaux, avec seulement 47 réalisés sur les 139 requis (soit un taux de réalisation de 34 %), la commune s'est vu infliger en 2015 une pénalité de 346 000 euros par la Préfecture. La commune compte à cette date 513 logements sociaux et doit atteindre un objectif final de 1 508.

### Voies de communication et transports

#### Voies routières
Canet-en-Roussillon est reliée vers l'ouest à Perpignan par une voie express départementale, numérotée RD 617, dont les travaux ont été amorcés dans les années 1980 et achevés en 1999. Longue d'environ 11 kilomètres, elle est à deux fois deux voies sur l'intégralité de son tracé. En moyenne sur 2009, le trafic journalier y était de 19 644 véhicules.
Deux autres routes départementales traversent la commune :
- la D 11 traverse la commune du nord au sud, en provenance du village de Sainte-Marie-la-Mer et en direction de Saint-Nazaire ;
- la D 81 traverse la commune du nord au sud en suivant le littoral, en provenance de Sainte-Marie-la-Mer et en direction de Saint-Cyprien sous le nom de D 81A.

#### Transports en commun
Depuis septembre 1900, Canet était relié à Perpignan par un tramway à voie métrique. La ligne fut fermée le 31 décembre 1953.
Depuis sa fermeture et le démantèlement de son infrastructure, la ville est desservie par le réseau de bus urbain de Perpignan. Depuis le 1er janvier 2012, il s'agit de la ligne 6 du réseau Sankéo, devenue ligne 3 en septembre 2018. Cette ligne traverse Canet-Plage du nord au sud, puis oblique vers l'ouest en passant par Canet-Village, pour ensuite atteindre Perpignan via Château-Roussillon, ainsi que le pôle d'échanges Massilia en correspondance avec les lignes B, 1, 4 et 22.
Une desserte de proximité est assurée par la ligne 18, devenue ensuite la ligne Canet'On, reliant le quartier Vert Vallon à Canet-Village au Camping Mar Estang à Canet-Sud. Le service est assuré du lundi au samedi et est d'accès gratuit. En période estivale, un petit train touristique s'y substitue, circulant quant à lui tous les jours.

#### Pistes cyclables
Quelques pistes cyclables sont présentes en ville, mais ne forment pas encore un réseau cohérent. Il n'existe, par exemple, toujours pas de piste cyclable continue entre le village et la plage. L'aménagement le plus important, long de 1,5 km, relie l'avenue de Saint-Nazaire à l'entrée de Canet-Plage, en longeant la voie rapide entre les échangeurs 5 et 6.
La ville est traversée par la Vélitorrale qui conduit du Barcarès à Canet-Plage.

### Risques majeurs
Le territoire de la commune de Canet-en-Roussillon est vulnérable à différents aléas naturels : inondations, climatiques (grand froid ou canicule), mouvements de terrains et séisme (sismicité modérée). Il est également exposé à deux risques technologiques, le transport de matières dangereuses et la rupture d'un barrage,.

#### Risques naturels
Certaines parties du territoire communal sont susceptibles d’être affectées par le risque d’inondation par crue torrentielle de cours d'eau des bassins de la Têt et du Réart. La commune fait partie du territoire à risques importants d'inondation (TRI) de Perpignan-Saint-Cyprien, regroupant 43 communes du bassin de vie de l'agglomération perpignanaise, un des 31 TRI qui ont été arrêtés le 12 décembre 2012 sur le bassin Rhône-Méditerranée. Des cartes des surfaces inondables ont été établies pour trois scénarios : fréquent (crue de temps de retour de 10 ans à 30 ans), moyen (temps de retour de 100 ans à 300 ans) et extrême (temps de retour de l'ordre de 1 000 ans, qui met en défaut tout système de protection). Du fait de son exposition marine, la commune est soumise également à un risque d'érosion fort et de submersion marine, due à l'action conjuguée de la montée des eaux par surélévation du plan d’eau lors des tempêtes attaquant la côte et de l’action dynamique de la houle.
Les mouvements de terrains susceptibles de se produire sur la commune sont soit liés au retrait-gonflement des argiles, soit de l'érosion littorale. Une cartographie nationale de l'aléa retrait-gonflement des argiles permet de connaître les sols argileux ou marneux susceptibles vis-à-vis de ce phénomène.
Ces risques naturels sont pris en compte dans l'aménagement du territoire de la commune par le biais d'un plan de prévention des risques inondations et mouvements de terrains.

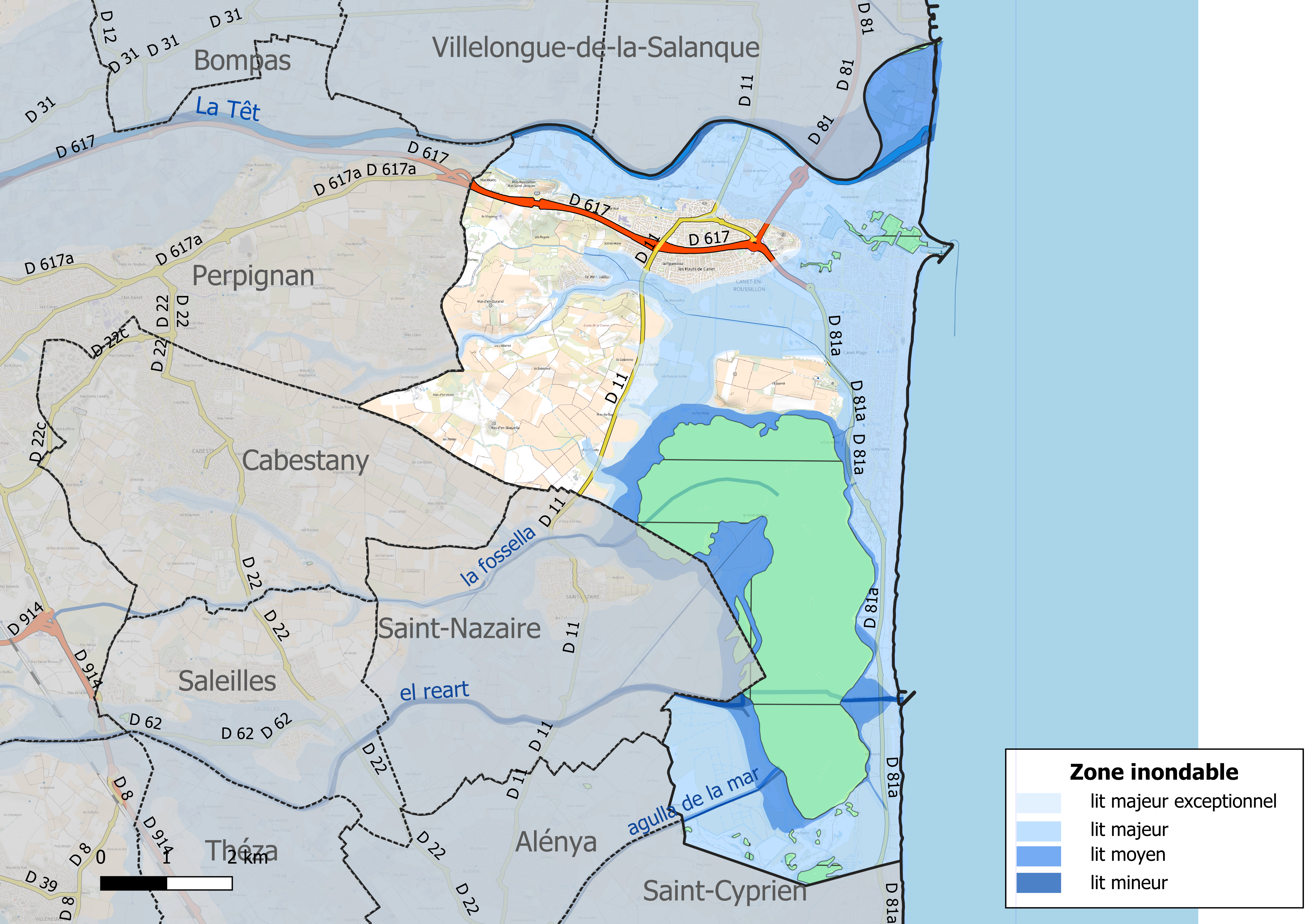
Carte des zones inondables.
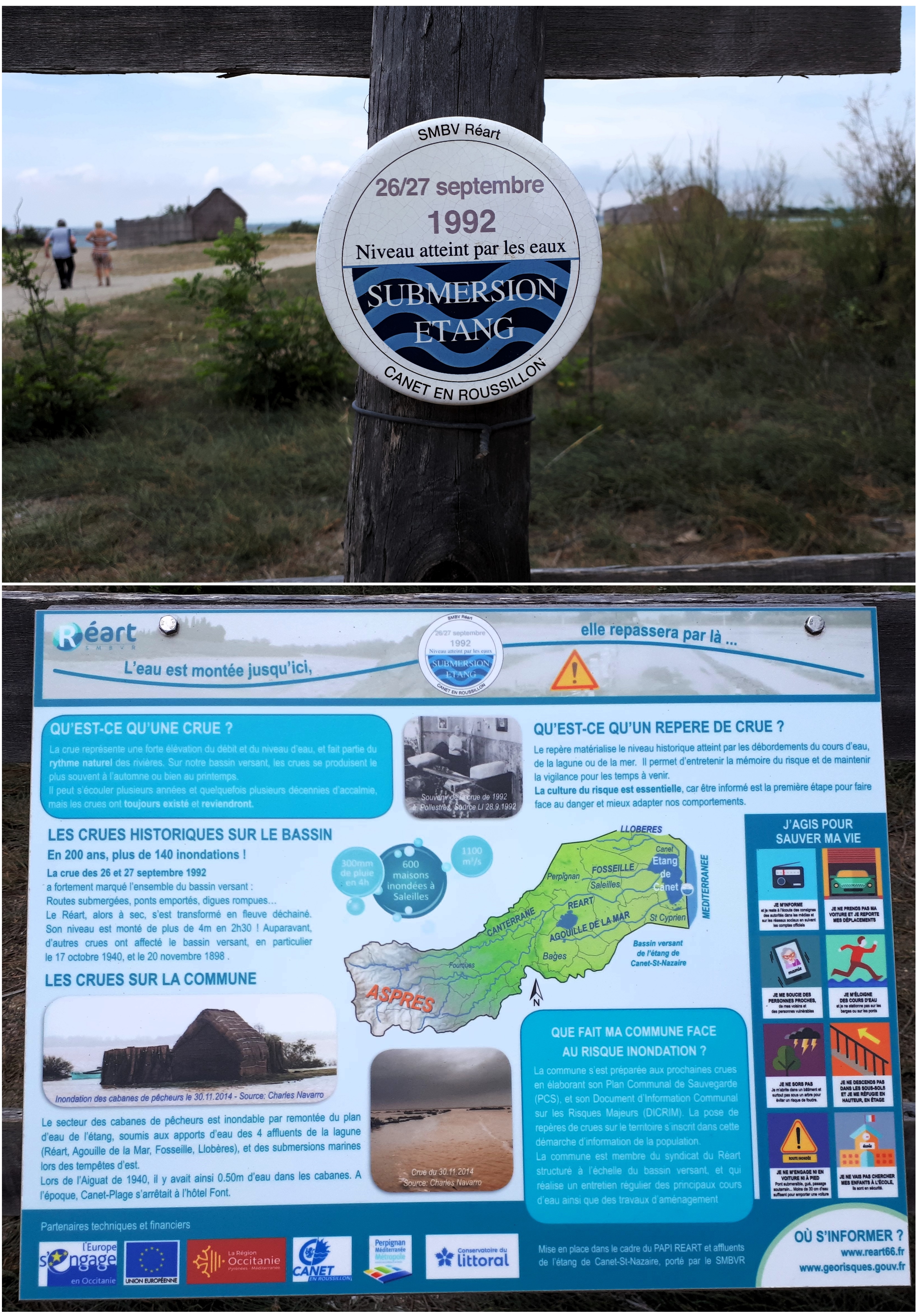
Secteur des cabanes des pêcheurs - inondation 1992 - repère et pancarte explicative sur place.
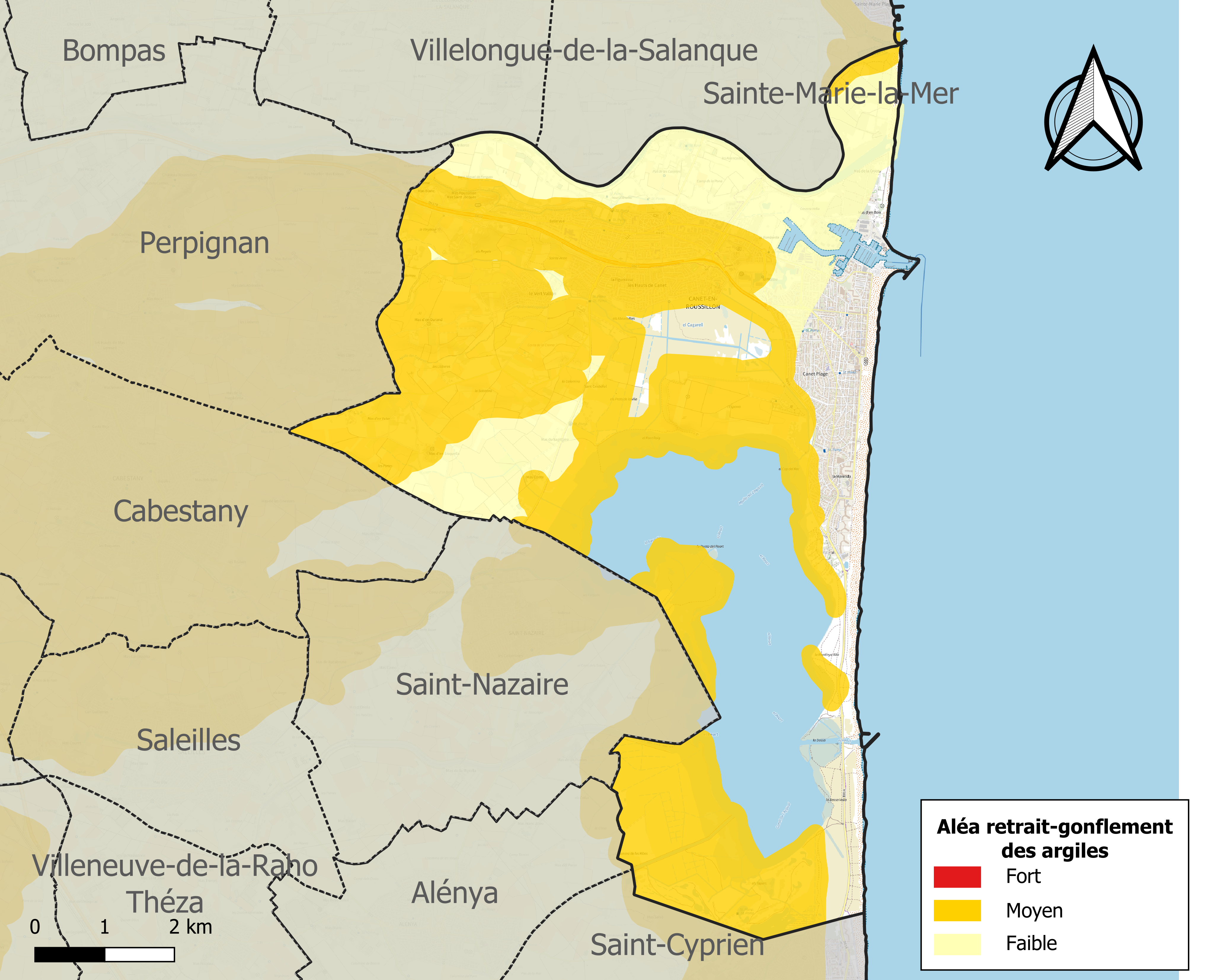
Carte des zones d'aléa retrait-gonflement des argiles.

#### Risques technologiques
Le risque de transport de matières dangereuses sur la commune est lié à sa traversée par une route à fort trafic. Un accident se produisant sur une telle infrastructure est en effet susceptible d’avoir des effets graves au bâti ou aux personnes jusqu’à 350 m, selon la nature du matériau transporté. Des dispositions d’urbanisme peuvent être préconisées en conséquence.
Dans le département des Pyrénées-Orientales, on dénombre sept grands barrages susceptibles d’occasionner des dégâts en cas de rupture. La commune fait partie des 66 communes susceptibles d’être touchées par l’onde de submersion consécutive à la rupture d’un de ces barrages, les barrages de Vinça ou des Bouillouses sur la Têt.

## Toponymie
Selon l'interprétation la plus répandue, le mot « Canet » viendrait de la base indo-européenne « kan », signifiant « hauteur ». La colline, dominant la mer, sur laquelle se sont édifiés par la suite le château vicomtal et le village, serait donc à l'origine du toponyme.
Il pourrait aussi provenir du latin "Canna" qui signifie roseau (Canya en catalan) auquel on a ajouter suffixe -etum qui voudrait dire: lieu humide où poussent les roseaux.
Les premières mentions écrites connues du nom de Canet sont villa Kanedo (1017), Castellum de Caned (1050), et Canetum (1052),.
Le nom de Canet reste officiellement identique lors de la création des communes à la Révolution française. Celui-ci ne changera qu'à l'occasion de la fusion avec Saint-Nazaire en 1971 pour devenir Canet-en-Roussillon-Saint-Nazaire. Lorsque les deux communes se séparent en 1983, Canet devient Canet-en-Roussillon, nom conservé jusqu'à aujourd'hui.
En catalan, le nom de la commune est Canet de Rosselló.

## Histoire

### Préhistoire et Antiquité
L'occupation du site de Canet est très ancienne, ainsi qu'en attestent deux nécropoles de la civilisation des champs d'urnes découvertes sur les sites de Bellevue et des Hospices.
Pendant la période romaine, Canet servit sans doute de débouché maritime pour la ville de Ruscino. Un nombre important de marchandises devait transiter par la plage. Des traces d'occupation romaine ont d'ailleurs été découvertes au Puig del Baja (situé à l'est de l'actuel village, vers la mer) et fouillées dans les années 1980 sous l'égide de l'association des Amis du Vieux Canet. De la céramique a alors été exhumée, ainsi que les fondations de plusieurs constructions qui n'ont pu être clairement identifiées du fait de leur mauvais état de conservation. Sur ce même site ont été découverts des vestiges plus récents, remontant à l'époque wisigothique (VIe et VIIe siècles). Là aussi des céramiques ont été mises au jour, ainsi que des substructions laissant penser à la présence d'un habitat wisigothique.
Depuis l'époque romaine, des salins existent à Canet au lieu-dit Els Salissos, situé entre l’étang, la colline de l’Esparrou et le village.

### Moyen Âge

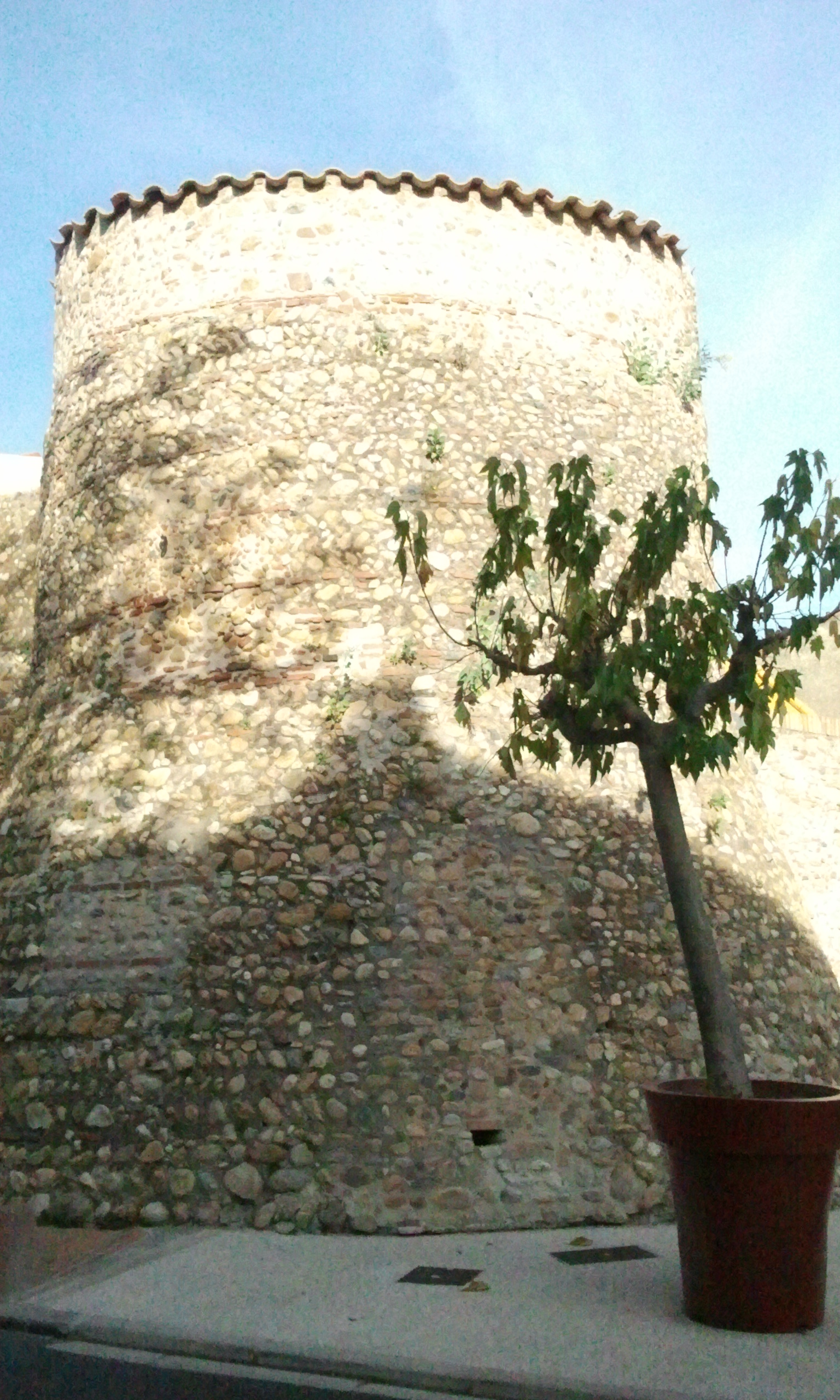
Tour de la Bascule.

L'habitat se fixe ensuite sur le site de l'actuel village, à proximité du château, du fait de l'insécurité grandissante au VIIIe siècle.

C'est sans doute à cette époque que les premières fortifications sont établies. Le château proprement dit est cité vers 1050, sous le règne de Gausfred II, alors comte du Roussillon. Les seigneurs de Canet sont durant les siècles qui suivent des personnages relativement puissants, possédant de nombreuses terres. La seigneurie devient vicomté de Canet en 1322.
Au Moyen Âge le peuplement ne se limite cependant pas à l'actuel village. Il y avait également un hameau du nom de Sant Miquel de Forques, mentionné dès l'an 982 (villa Forcas cum eccl. S. Michaelis), qui possédait sa propre église paroissiale. Situé vers le nord-ouest du territoire (en direction de l'actuel stade Saint-Michel qui en a gardé le nom), ce lieu aujourd'hui disparu dépendait du monastère de Sant Pere de Rodes.
De même, la seigneurie de Vilarnau, qui se trouvait à l'ouest entre Canet et Perpignan, et divisée entre Vilarnau d'Amunt et Vilarnau d'Avall, est mentionnée dès le XIe siècle (villa Arnal). Son église, encore citée en 1452 (S. Christophori de Vilarnaldo) et son château ont depuis totalement disparus, ainsi que les hameaux qui les entouraient. Les seigneurs de Vilarnau étaient des vassaux des vicomtes de Canet.
En 1244, une première charte d’affranchissement est accordée aux habitants de Canet. Jusqu'à cette date, le seigneur exerçait un véritable monopole sur la production du sel. Les vassaux lui doivaient une redevance ou taxe seigneuriale dès que du sel était prélevé. Les habitants de la Catalogne n'étaient pas soumis à la gabelle du sel depuis une décision de Pierre III d'Aragon et les Corts de Montço, en 1283. Le sel de Canet était introduit frauduleusement en Languedoc et était en concurrence avec le sel produit à Sigean, Peyriac et Mardirac soumis à la gabelle.

### De la Renaissance à la Révolution

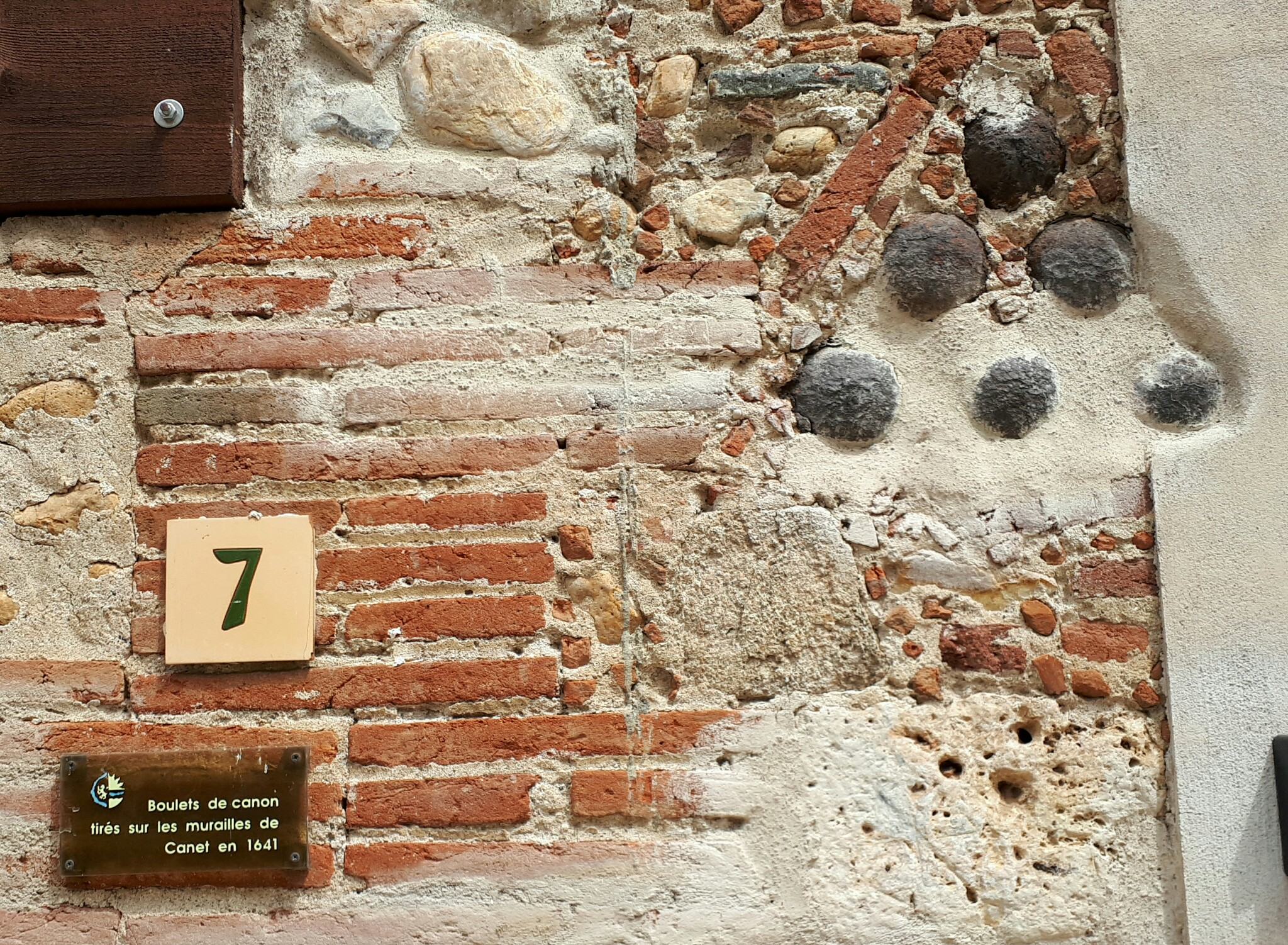
Boulets de canon (1641), Avenue de Sainte-Marie, Canet-en-Roussillon.

En 1642, la ville fut mise à mal par les bombardements français : de nombreuses maisons furent détruites, et la ville finalement livrée. En avril 1649, une charte accordée par Louis XIV donne la vicomté de Canet à Joseph Fontanella. Il est nommé simultanément Régent de la chancellerie de Catalogne, Roussillon et Cerdagne.
Le traité des Pyrénées fait entrer le Roussillon dans le royaume de France en 1659. Les franchises accordées par les rois d'Aragon aux Catalans ont été reconduites dans le traité des Pyrénées, mais, en novembre 1661, la gabelle du sel est instaurée en Roussillon par un édit du roi Louis XIV. Son établissement a provoqué le mécontentement de la population. Des habitants se sont livrés à la contrebande et ont été condamnés. Dans le Vallespir, Josep de la Trinxeria va prendre la tête des Miquelets qui se nomment les Angelets de la Terra. Dans les salins de Canet des gardes ont été placés pour contrôler la production, pour interdire aux propriétaires de vendre eux-mêmes le sel qu'ils produisaient, provoquant des pertes importantes. En 1670, les salins de Canet sont à l'abandon.
Le village subit des inondations en 1670 et des épidémies en 1674. En 1688, le château est déjà en ruines.
Au début du XVIIIe siècle la forteresse est définitivement abandonnée par l'armée : elle servira alors de carrière de pierre à la population du village.

### Époque moderne: naissance de la station balnéaire

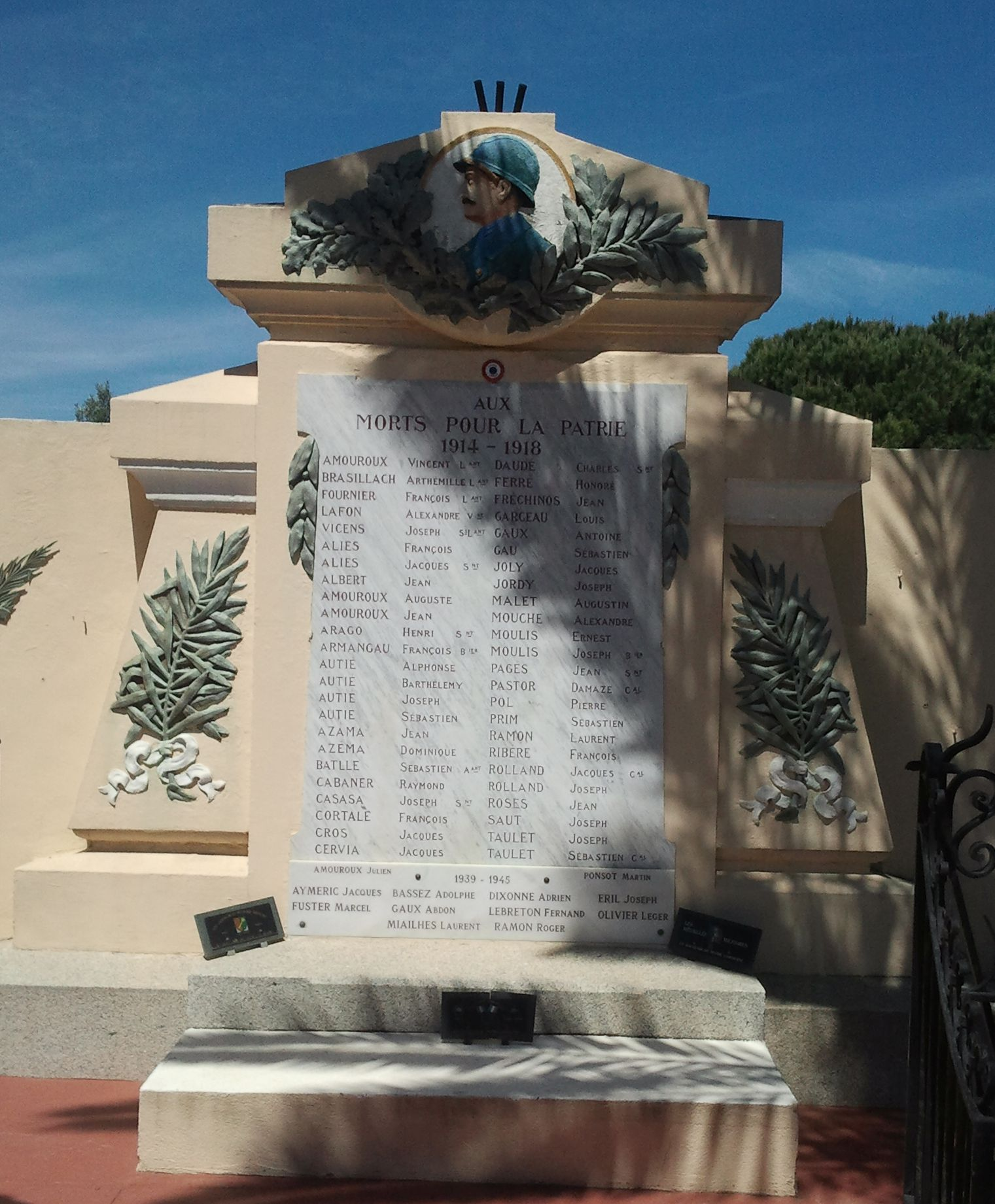
Le monument aux morts.

Le développement de la viticulture au XIXe siècle permet de relancer l'économie locale.
Jusqu'au début du XIXe siècle, la côte n'est pas habitée. Sur la carte d'État Major (début/milieu du XIXe siècle), ne figurent que des batteries côtières ("Batteries Counillières", "Batterie de la Basse").
Au XIXe siècle, les remparts sont abattus (ou du moins les portions qui n'étaient pas intégrées à des habitations). Les « bains de mer » et les activités connexes commencent alors à se développer, après quelques prémices au XVIIIe siècle. Le premier établissement pour baigneurs de la côte est créé à Canet en 1849 par Louise Lombard. Dès 1854, un premier règlement municipal détermine quelles doivent être les tenues de bains et des zones distinctes de baignades pour hommes et femmes séparées. En 1900, la station est reliée à Perpignan par un tramway à voie métrique (démantelé dans les années 1950 au profit du recalibrage de la route nationale) : on voit alors l'établissement de nombreuses constructions « en dur » le long de la plage. En 1909, Canet-Plage est officiellement classée « station balnéaire ». L'essor fut d'autant plus grand les années suivantes avec l'instauration des congés payés en 1936, malgré la Seconde Guerre mondiale qui donna un coup d'arrêt de quelques années au développement de la station.
La commune de Saint-Nazaire est rattachée à celle de Canet par arrêté préfectoral du 20 décembre 1971. La nouvelle commune prend le nom de Canet-en-Roussillon-Saint-Nazaire. Saint-Nazaire reprend son autonomie le 15 novembre 1983.

### Accidents aériens
- Le 27 novembre 2008 à 15 h 46, un Airbus A320 de la compagnie Air New Zealand s'abîme à 7 kilomètres au large de Canet-en-Roussillon ; le crash fait 7 morts.

- Le 6 août 2009, un avion-école de type Piper PA 38 s'abîme à 6 kilomètres au large de Canet. L'accident fait 2 morts, le moniteur et l'élève. L'enquête a mis en évidence le fait que l'élève est décédé avant le crash et s'est affaissé sur les commandes ce qui les a bloquées, et a fait piquer l'avion[67].

## Politique et administration

### Canton
En 1790, la commune de Canet est incluse dans le canton d'Elne.
En 1801, elle est rattachée au canton de Perpignan-Est et y demeure en 1971, lors de la fusion avec Saint-Nazaire.
En 1973, ce canton est supprimé. Canet-en-Roussillon-Saint-Nazaire dépend dorénavant du canton de Perpignan-3.
En 1982, la commune est incorporée au nouveau canton de La Côte Radieuse, qui conserve les deux communes de Canet-en-Roussillon et Saint-Nazaire, à leur séparation en 1983.
En 1997, Canet-en-Roussillon devient le chef-lieu d'un nouveau canton éponyme.
En 2015, à compter des élections départementales, la commune devient le bureau centralisateur du nouveau canton de la Côte Sableuse.

### Liste des maires

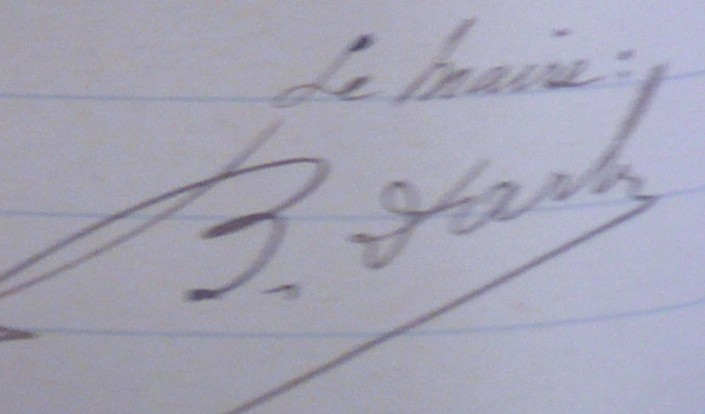
Signature du maire Basile Darbon en 1910.
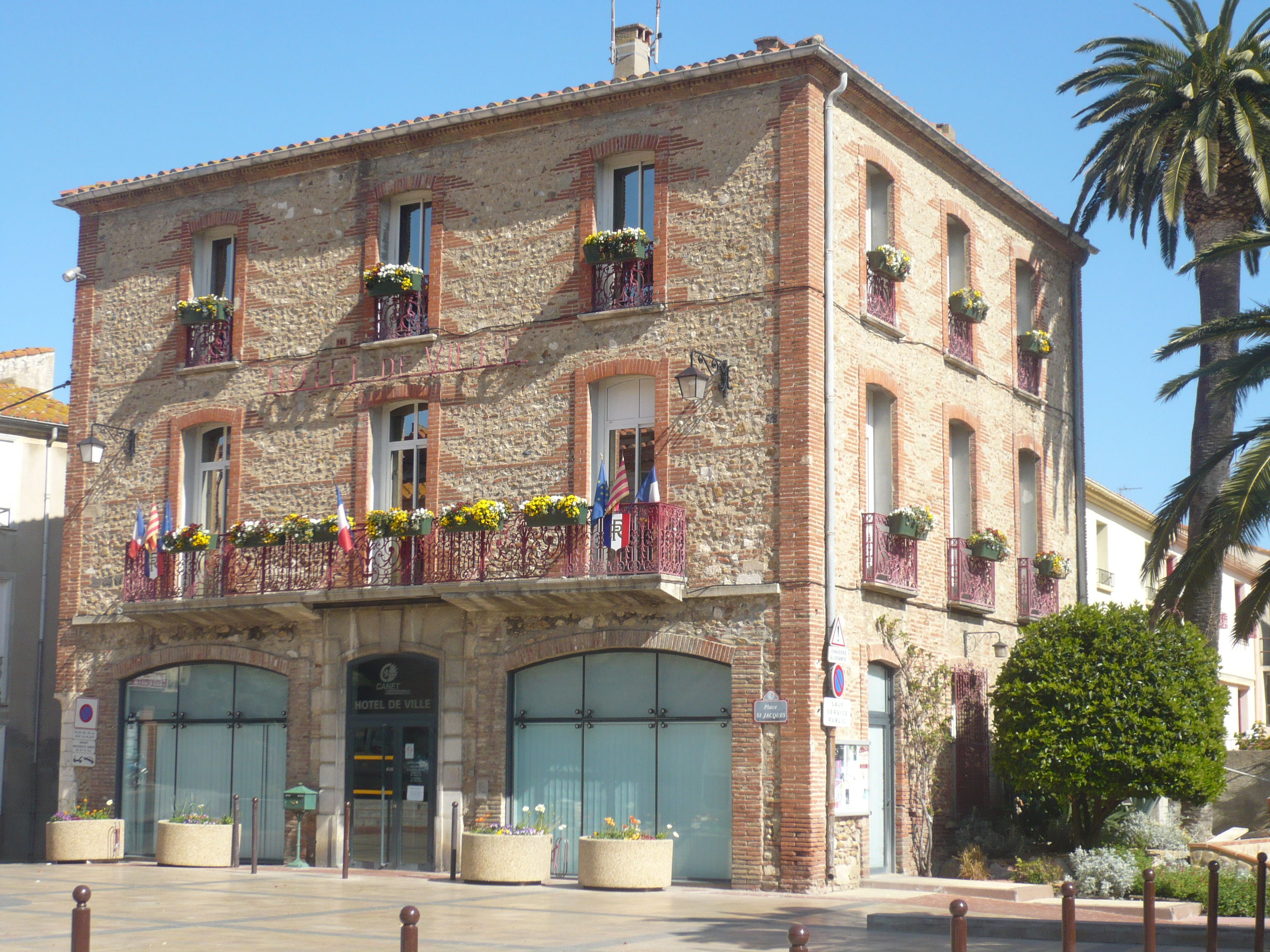
L'hôtel de ville.

| Période     | Période              | Identité           | Étiquette    | Qualité |
| ----------- | -------------------- | ------------------ | ------------ | --- |
| 1944        | 1947                 | Gabriel Henric     |              | |
| 1947        | 1950                 | Joseph Pagès       |              | |
| 1950        | 1965                 | François Moudat    |              | |
| 1965        | 1966                 | Christian Brignieu |              | |
| 1966        | 1971                 | François Moudat    |              | |
| mars 1971   | mars 1989            | Jacques Coupet     | UDF-Rad.     | Entrepreneur en travaux publics Maire de Canet-en-Roussillon-Saint-Nazaire (1971 → 1983) |
| mars 1989   | 31 mars 2010 (décès) | Arlette Franco     | RPR puis UMP | Professeure Députée de la 2e circonscription des Pyrénées-Orientales (2002 → 2010) Conseillère régionale de Languedoc-Roussillon (1992 → 2002) Vice-présidente du conseil régional du Languedoc-Roussillon (1992 → 1998) |
| 15 mai 2010 | 23 mai 2020          | Bernard Dupont,    | UMP-LR       | Administrateur territorial Conseiller régional d'Occitanie (2015 → ) 2e vice-président de Perpignan Méditerranée Métropole                                                                                               |
| 23 mai 2020 | En cours             | Stéphane Loda      | LR           | Directeur de cabinet de Bernard Dupont. |

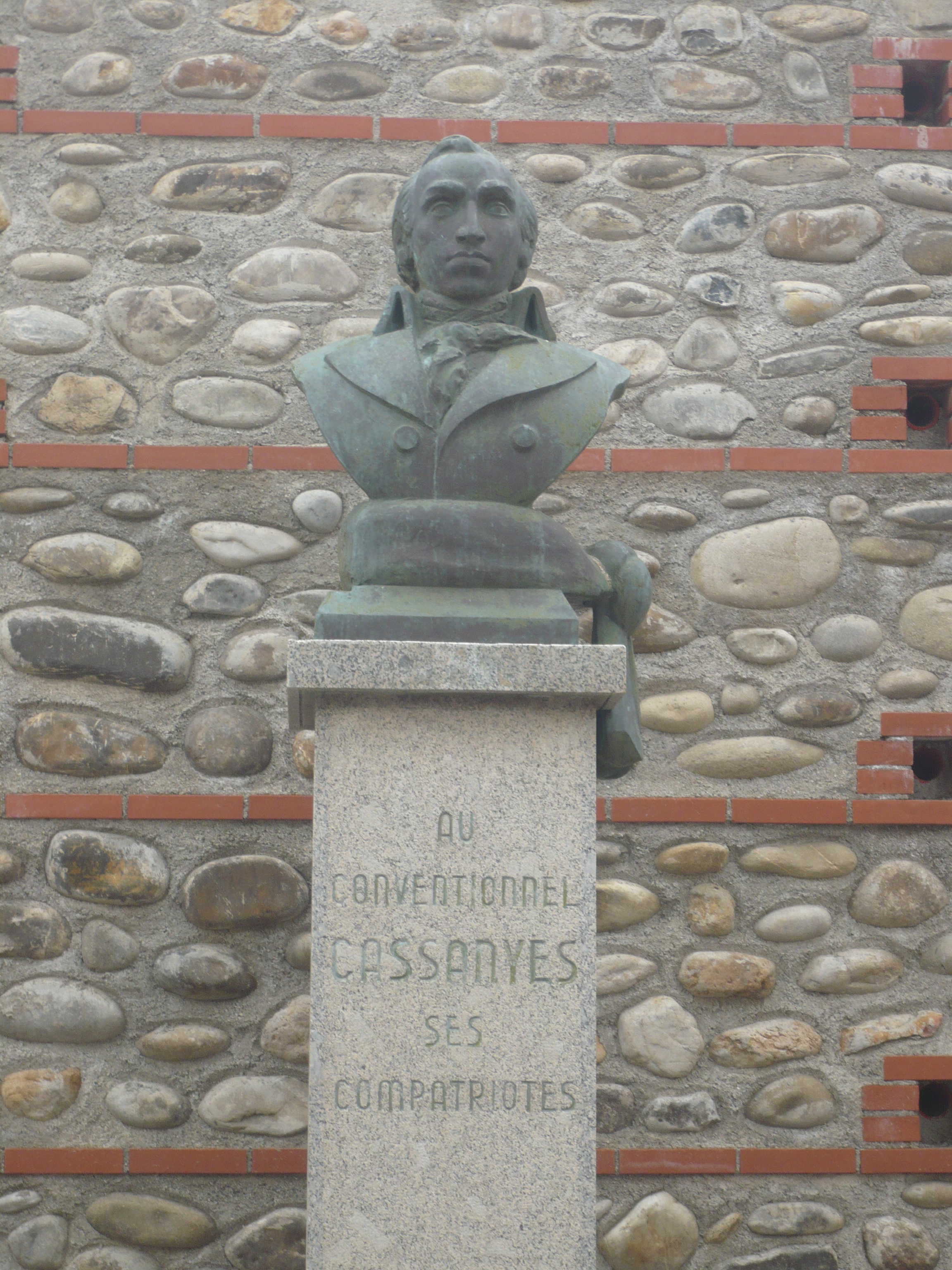
Joseph Cassanyes
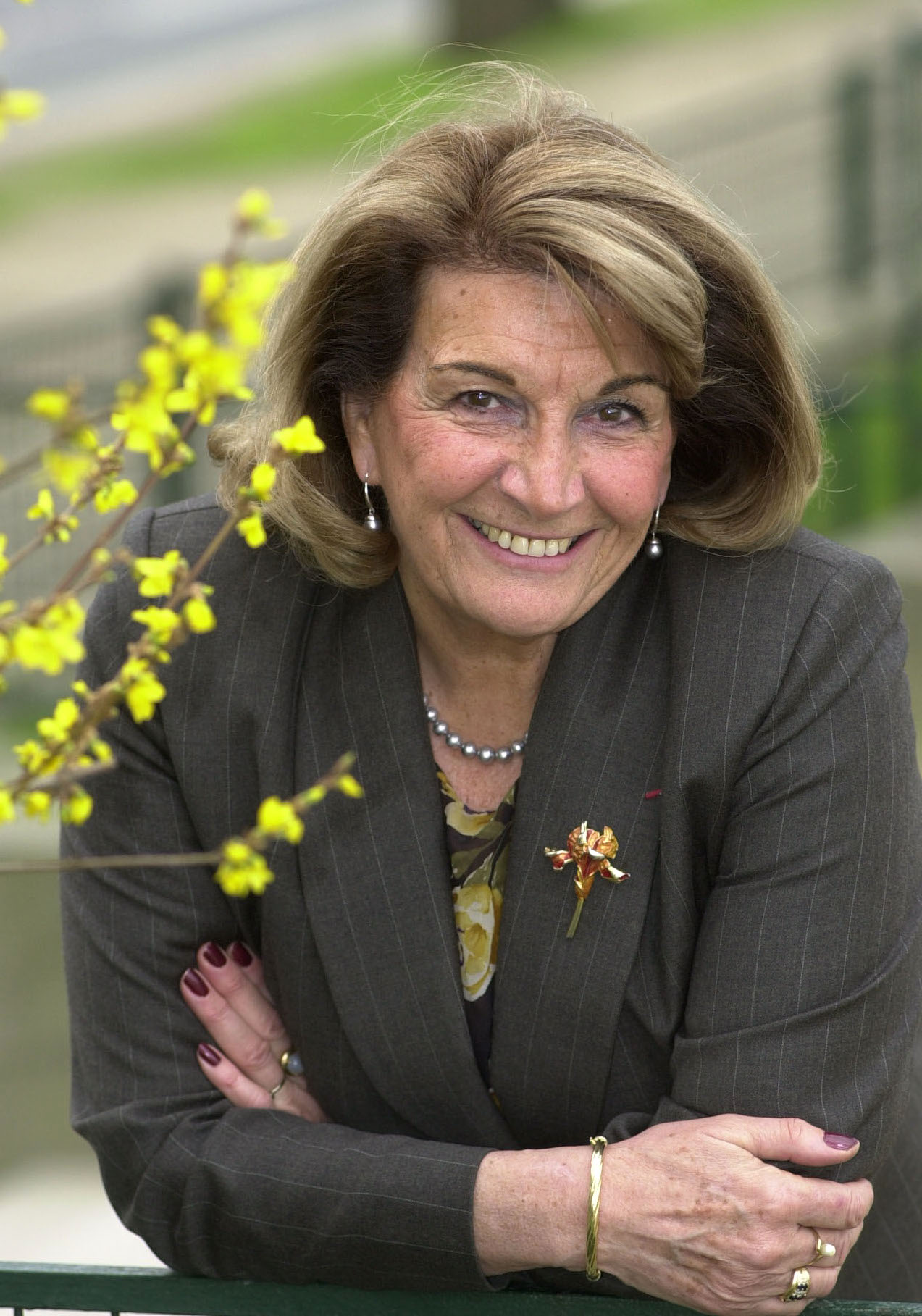
Arlette Franco
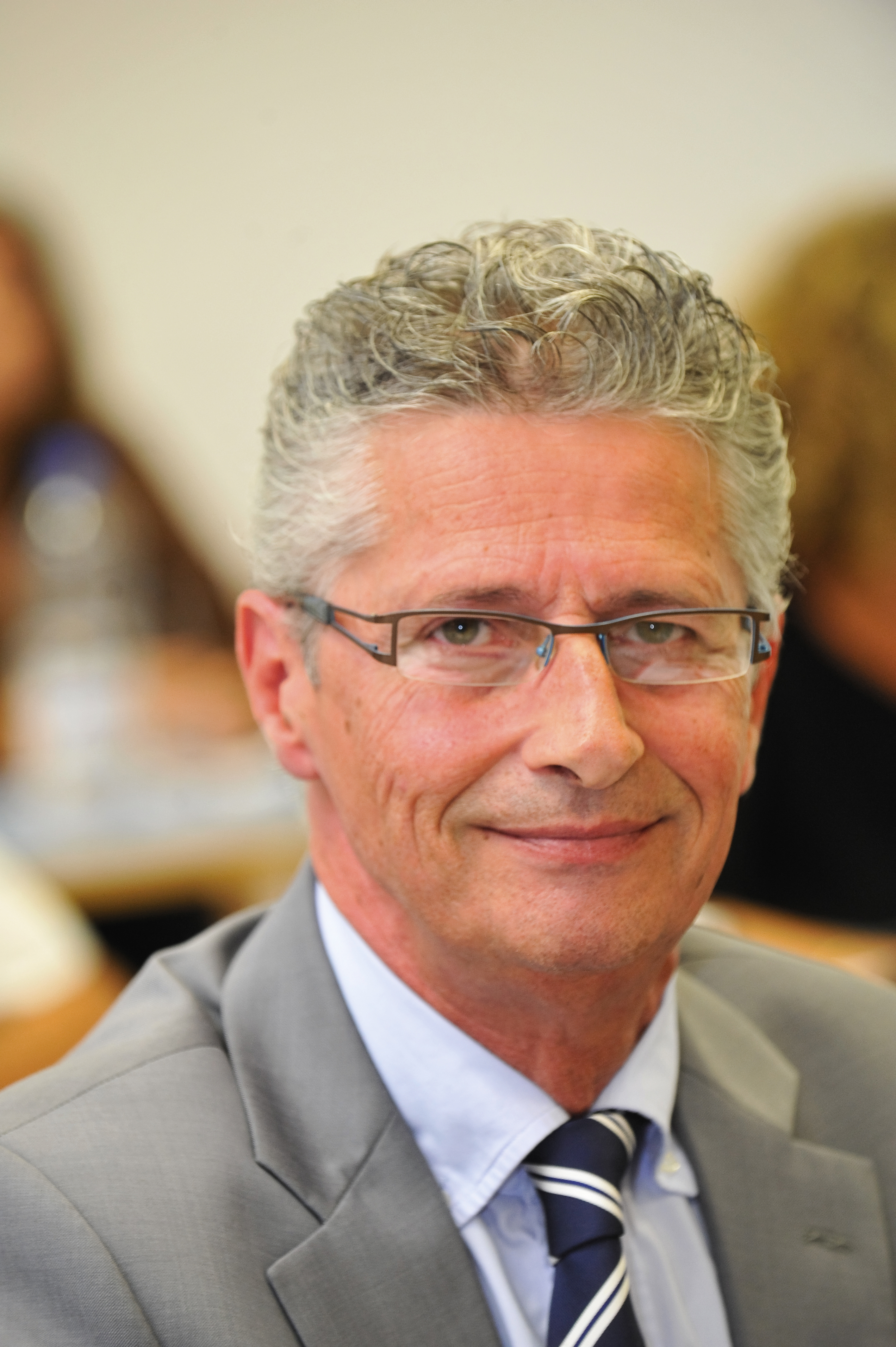
Bernard Dupont

### Jumelages
La ville de Canet-en-Roussillon est jumelée à la ville irlandaise de Maynooth depuis juin 2011.
| Canet-en-Roussillon Maynooth |

## Population et société

### Démographie ancienne
La population est exprimée en nombre de feux (f) ou d'habitants (H).
| 1365  | 1378 | 1470 | 1515 | 1553 | 1643 | 1709  | 1720  | 1730  |
| ----- | ---- | ---- | ---- | ---- | ---- | ----- | ----- | ----- |
| 102 f | 95 f | 81 f | 58 f | 49 f | 62 f | 231 f | 145 f | 123 f |

| 1765  | 1767  | 1774  | 1789 | 1790  | - | - | - | - |
| ----- | ----- | ----- | ---- | ----- | - | - | - | - |
| 150 H | 304 H | 123 f | 44 f | 141 H | - | - | - | - |

### Démographie contemporaine

#### Évolution démographique
L'évolution du nombre d'habitants est connue à travers les recensements de la population effectués dans la commune depuis 1793. Pour les communes de plus de 10 000 habitants les recensements ont lieu chaque année à la suite d'une enquête par sondage auprès d'un échantillon d'adresses représentant 8 % de leurs logements, contrairement aux autres communes qui ont un recensement réel tous les cinq ans,.

En 2022, la commune comptait 13 005 habitants, en évolution de +7,76 % par rapport à 2016 (Pyrénées-Orientales : +3,92 %, France hors Mayotte : +2,11 %).
| 1793 | 1800 | 1806 | 1821 | 1831 | 1836 | 1841 | 1846 | 1851 |
| ---- | ---- | ---- | ---- | ---- | ---- | ---- | ---- | ---- |
| 225  | 281  | 233  | 365  | 384  | 388  | 405  | 466  | 509  |

| 1856 | 1861 | 1866 | 1872 | 1876 | 1881 | 1886 | 1891 | 1896  |
| ---- | ---- | ---- | ---- | ---- | ---- | ---- | ---- | ----- |
| 498  | 524  | 612  | 662  | 754  | 806  | 887  | 914  | 1 012 |

| 1901  | 1906  | 1911  | 1921  | 1926  | 1931  | 1936  | 1946  | 1954  |
| ----- | ----- | ----- | ----- | ----- | ----- | ----- | ----- | ----- |
| 1 026 | 1 102 | 1 215 | 1 226 | 1 230 | 1 199 | 1 238 | 1 213 | 1 853 |

| 1962  | 1968  | 1975  | 1982  | 1990  | 1999   | 2006   | 2011   | 2016   |
| ----- | ----- | ----- | ----- | ----- | ------ | ------ | ------ | ------ |
| 2 646 | 3 658 | 5 127 | 7 219 | 7 575 | 10 182 | 11 702 | 13 091 | 12 069 |

| 2021   | 2022   | - | - | - | - | - | - | - |
| ------ | ------ | - | - | - | - | - | - | - |
| 12 598 | 13 005 | - | - | - | - | - | - | - |

Note : Pour 1975 et 1982, la population comprend Canet et Saint-Nazaire.

#### Pyramide des âges
La population de la commune est relativement âgée.
En 2018, le taux de personnes d'un âge inférieur à 30 ans s'élève à 21,8 %, soit en dessous de la moyenne départementale (31,0 %). À l'inverse, le taux de personnes d'âge supérieur à 60 ans est de 46,5 % la même année, alors qu'il est de 32,6 % au niveau départemental.
En 2018, la commune comptait 5 561 hommes pour 6 625 femmes, soit un taux de 54,37 % de femmes, légèrement supérieur au taux départemental (52,49 %).
Les pyramides des âges de la commune et du département s'établissent comme suit.
| Hommes | Classe d’âge | Femmes |
| ------ | ------------ | ------ |
| 1,6    | 90 ou +      | 2,5    |
| 14,2   | 75-89 ans    | 17,4   |
| 28,2   | 60-74 ans    | 28,6   |
| 19,9   | 45-59 ans    | 20,1   |
| 12,3   | 30-44 ans    | 11,3   |
| 12,3   | 15-29 ans    | 10,9   |
| 11,5   | 0-14 ans     | 9,1    |

| Hommes | Classe d’âge | Femmes |
| ------ | ------------ | ------ |
| 1      | 90 ou +      | 2,3    |
| 9,7    | 75-89 ans    | 12,3   |
| 20,3   | 60-74 ans    | 20,9   |
| 19,8   | 45-59 ans    | 19,6   |
| 16,4   | 30-44 ans    | 16,4   |
| 15,4   | 15-29 ans    | 13,6   |
| 17,3   | 0-14 ans     | 14,8   |

#### Population touristique
En 2020, la commune comptait 8 862 résidences touristiques ou occasionnelles, soit plus que de résidences principales, au nombre de 6 969. Les logements de la commune sont pour deux tiers des appartements, pour un tiers des maisons. La prééminence des résidences secondaires est combattue par l'équipe municipale de Stéphane Loda : « Canet compte près de 40 % de résidences principales. L’ambition de la collectivité est de pouvoir dépasser les 50 % ».
L'essentiel de l'offre résidentielle touristique commerciale est offerte par les huit terrains de camping de la commune, qui totalisent 2 364 places en 2020. La capacité hôtelière en 2020 est de 548 chambres seulement en comparaison, avec une gamme allant de deux à quatre étoiles. Les résidences de tourisme offrent désormais plus de couchages que les hôtels classiques, avec 1055 places-lit en 2020.

### Enseignement
Canet dépend de l'académie de Montpellier.
La ville compte deux écoles maternelles : les Myosotis, à Canet-Plage, et les Pâquerettes, à Canet-Village. Même chose pour les écoles primaires : école Jean-Mermoz à Canet-Plage, et école Pierre-et-Marie-Curie à Canet-Village.
Pour l'enseignement secondaire, un collège et un lycée sont implantés à Canet. Le collège de la Côte-Radieuse se situe à Canet-Village. Le lycée Rosa-Luxembourg, à proximité immédiate du port, propose des formations aux métiers de la mer.
L'émergence au plus haut niveau du club de natation de la ville Canet 66 natation avec la venue en 2006 de Philippe Lucas, alors entraîneur de Laure Manaudou, a permis la constitution de «les ré classes à options sports avec aménagements d’horaires intégrées au dispositif de formation du centre d’entraînement haut-niveau natation » au sein du lycée Rosa-Luxemburg qui a ouvert ses portes à la rentrée 2007.

### Manifestations culturelles et festivités
- Fête patronale : 25 juin[81] ;
- Fêtes communales : Pâques, Pentecôte, 28 juillet, 15 août, 28 décembre[81].

### Santé
Un pôle médical, Medicanet, a été inauguré en décembre 2018. On trouve aussi une quinzaine de médecins généralistes et un nombre égal de médecins spécialistes, ainsi qu'une dizaine de dentistes.
La ville compte également un établissement d'hébergement pour personnes âgées dépendantes d'une capacité de 80 places.

### Sports

#### Clubs sportifs
- Canet 66 natation ;
- Canet Roussillon Football Club
- Club nautique Canet Perpignan
- Canet Basket-Ball
- CBC 66 (Badminton)[85]

#### Équipements sportifs

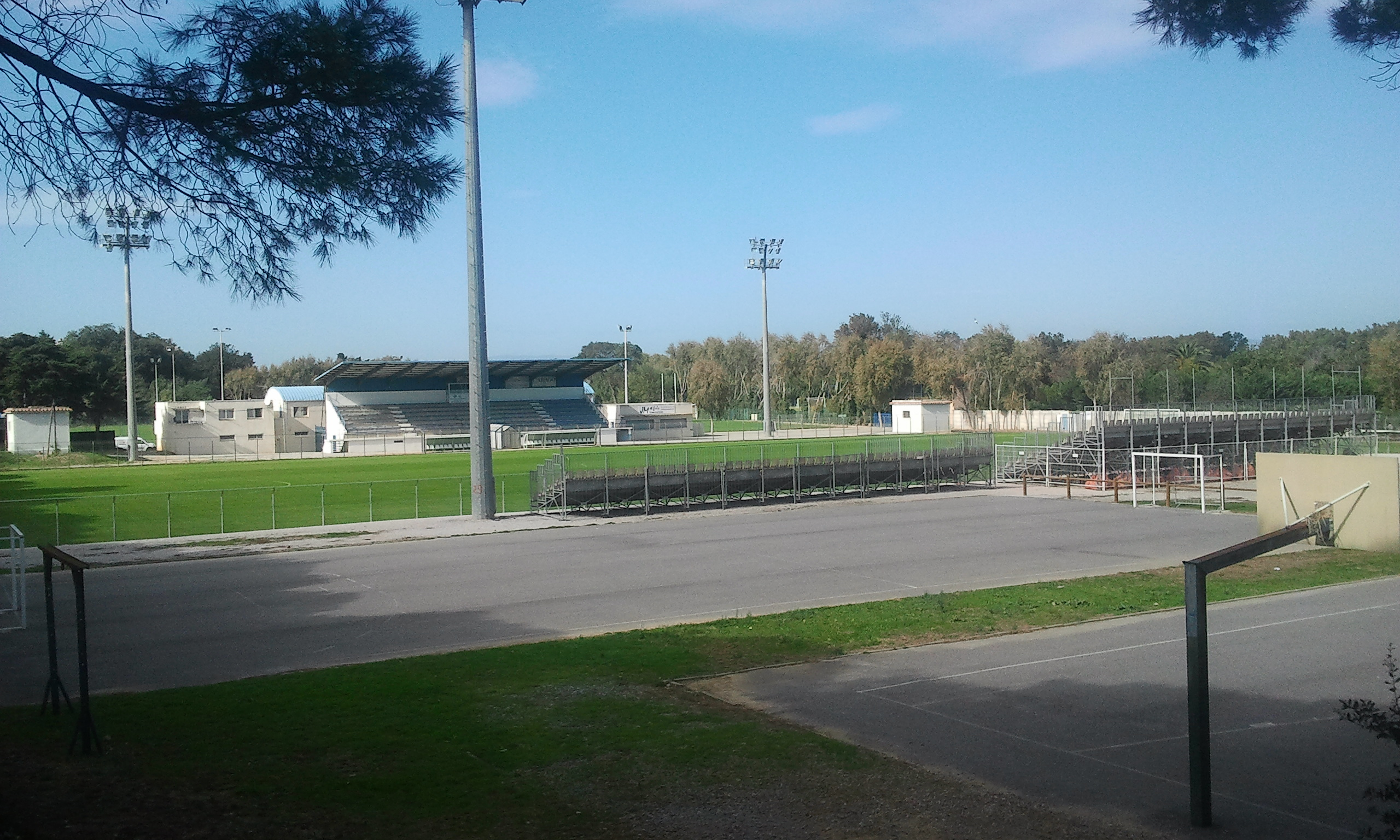
Le stade Saint-Michel.

- Centre International de Natation Arlette-Franco
  - Piscine Olympique Europa (bassin extérieur chauffé)
  - Piscine Henri-Sérandour (bassin intérieur chauffé)
- Base Nautique de Voile
- Centre de Tennis Europa
- Halle des Sports Éric-Tabarly
- Halle des Sports Pierre-de-Coubertin
- Stade Saint-Michel

### Médias
Une radio privée musicale, Littoral FM, a son siège sur la commune.

## Économie

### Revenus
En 2018, la commune compte 7 390 ménages fiscaux, regroupant 13 375 personnes. La médiane du revenu disponible par unité de consommation est de 20 810 € (19 350 € dans le département). 47 % des ménages fiscaux sont imposés (42,1 % dans le département).

### Emploi
|                | 2008   | 2013   | 2018   |
| -------------- | ------ | ------ | ------ |
| Commune        | 11,6 % | 14 %   | 15,7 % |
| Département    | 10,3 % | 12,9 % | 13,3 % |
| France entière | 8,3 %  | 10 %   | 10 %   |

En 2018, la population âgée de 15 à 64 ans s'élève à 6 183 personnes, parmi lesquelles on compte 69,1 % d'actifs (53,4 % ayant un emploi et 15,7 % de chômeurs) et 30,9 % d'inactifs,. Depuis 2008, le taux de chômage communal (au sens du recensement) des 15-64 ans est supérieur à celui de la France et du département.
La commune fait partie de la couronne de l'aire d'attraction de Perpignan, du fait qu'au moins 15 % des actifs travaillent dans le pôle,. Elle compte 3 518 emplois en 2018, contre 3 332 en 2013 et 3 417 en 2008. Le nombre d'actifs ayant un emploi résidant dans la commune est de 3 418, soit un indicateur de concentration d'emploi de 102,9 % et un taux d'activité parmi les 15 ans ou plus de 40,1 %.
Sur ces 3 418 actifs de 15 ans ou plus ayant un emploi, 1 424 travaillent dans la commune, soit 42 % des habitants. Pour se rendre au travail, 80,5 % des habitants utilisent un véhicule personnel ou de fonction à quatre roues, 3,2 % les transports en commun, 12,2 % s'y rendent en deux-roues, à vélo ou à pied et 4 % n'ont pas besoin de transport (travail au domicile).

### Activités

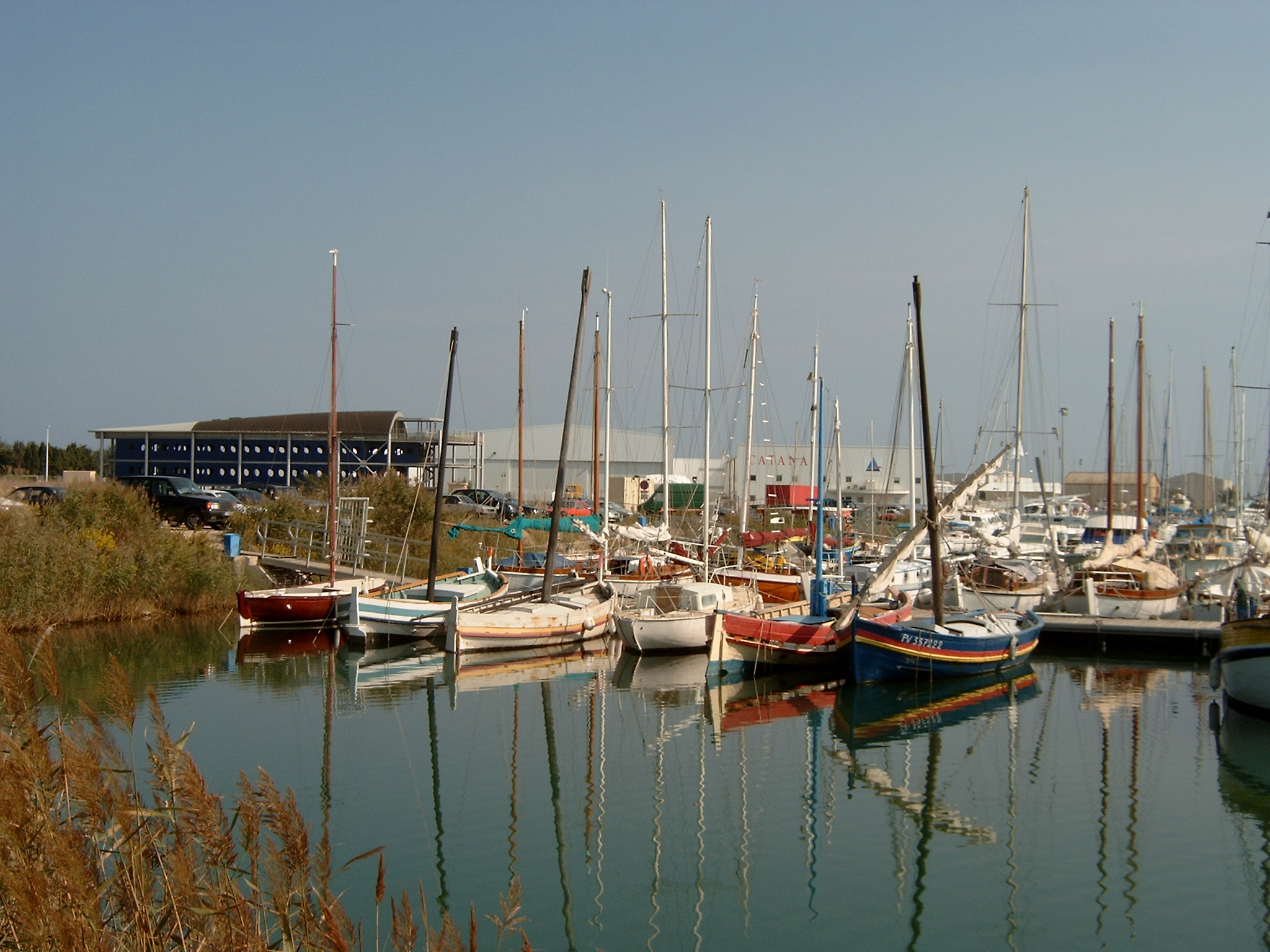
Port des vieux gréements.

La viticulture et l'agriculture sont également des activités économiques importantes dans la commune, comme elles le sont depuis des siècles.

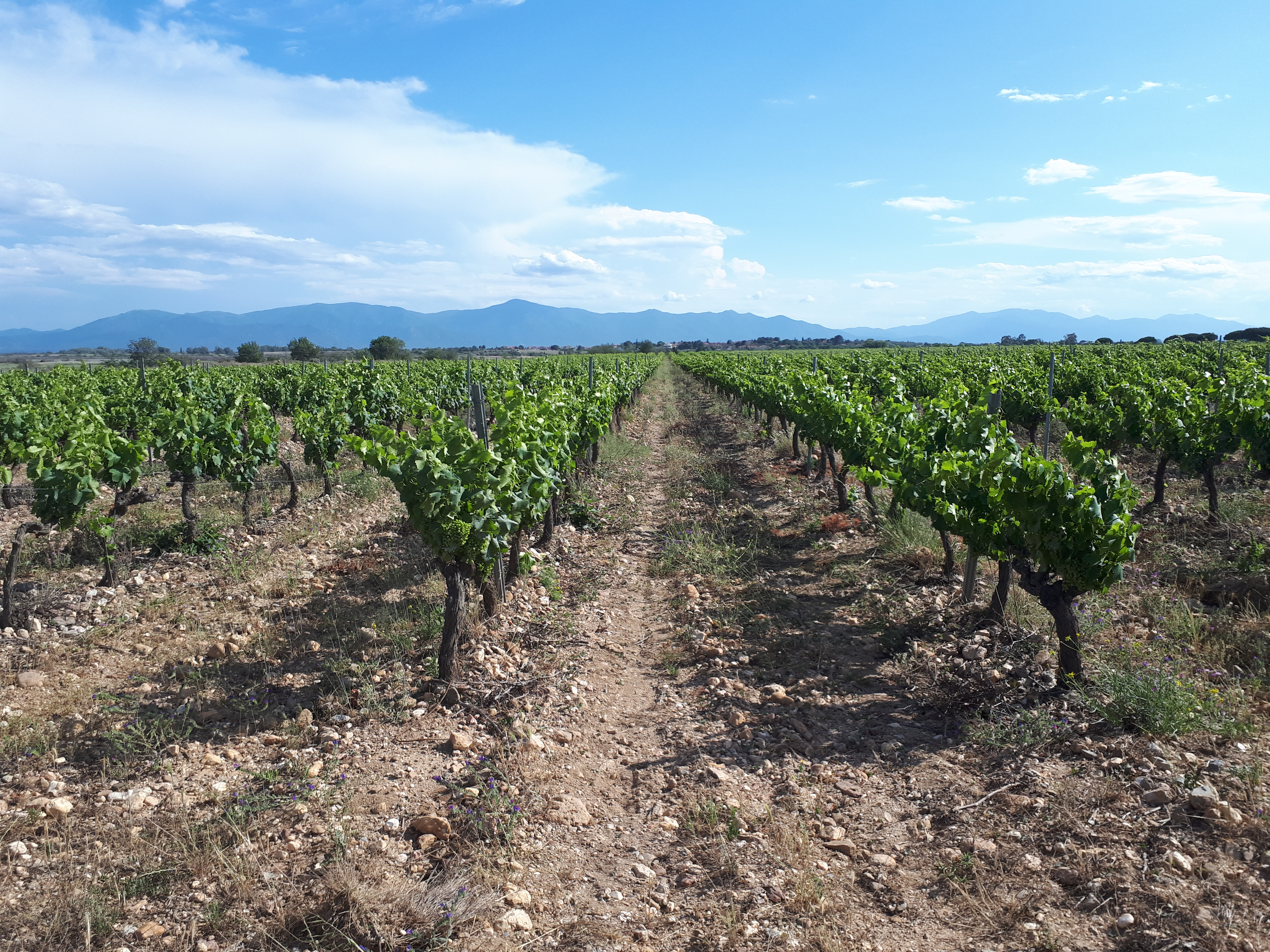
Vignoble
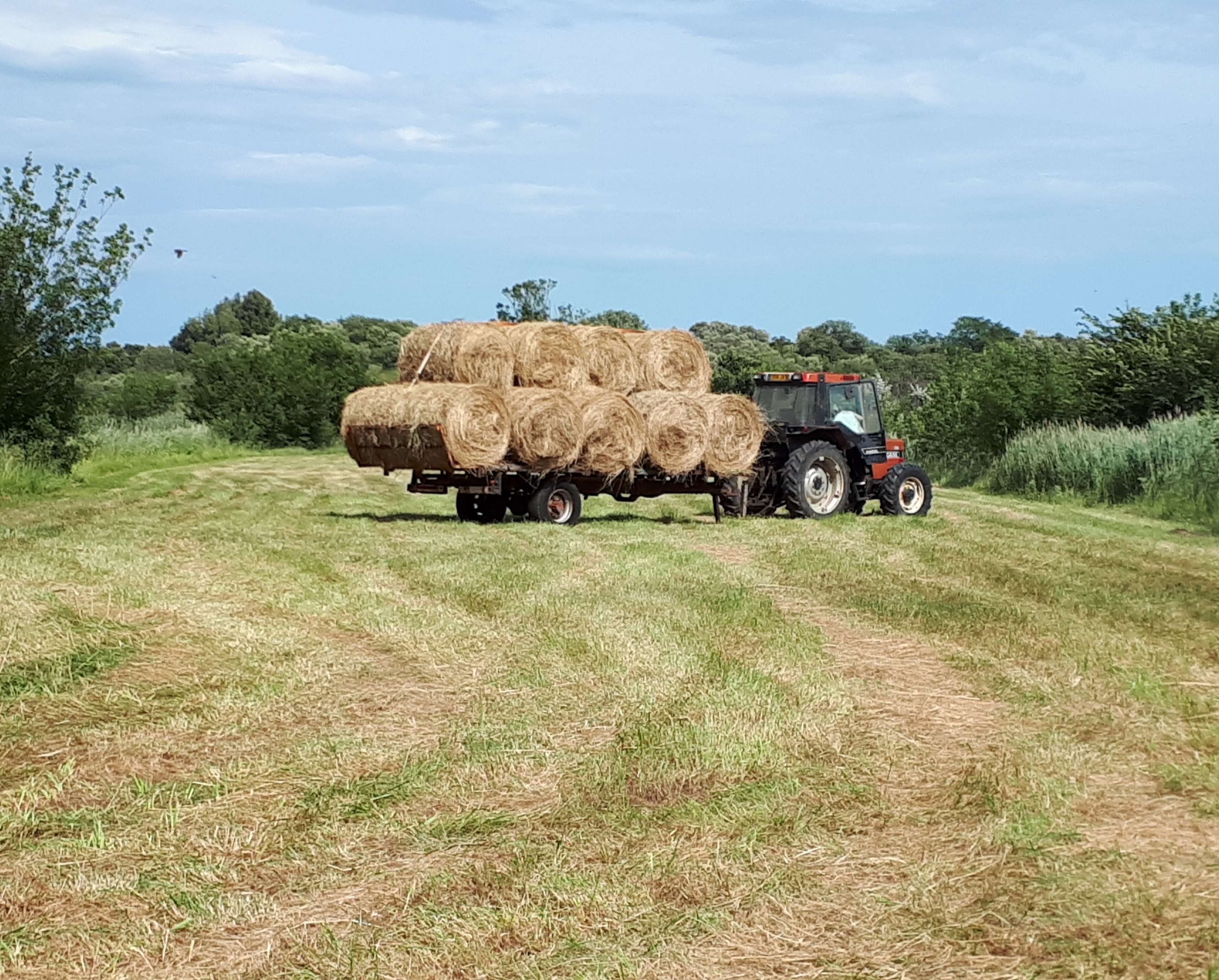
Récolte de foin

### Revenus de la population et fiscalité
Revenus de la population
En 2010, le revenu fiscal médian par ménage était de 23 550 €.
En 2012, le revenu fiscal médian des ménages par unité de consommation est de 18 888 € et 60,2 % des foyers fiscaux sont imposables. Le taux de pauvreté est de 16,9%.
Fiscalité

### Entreprises et commerces

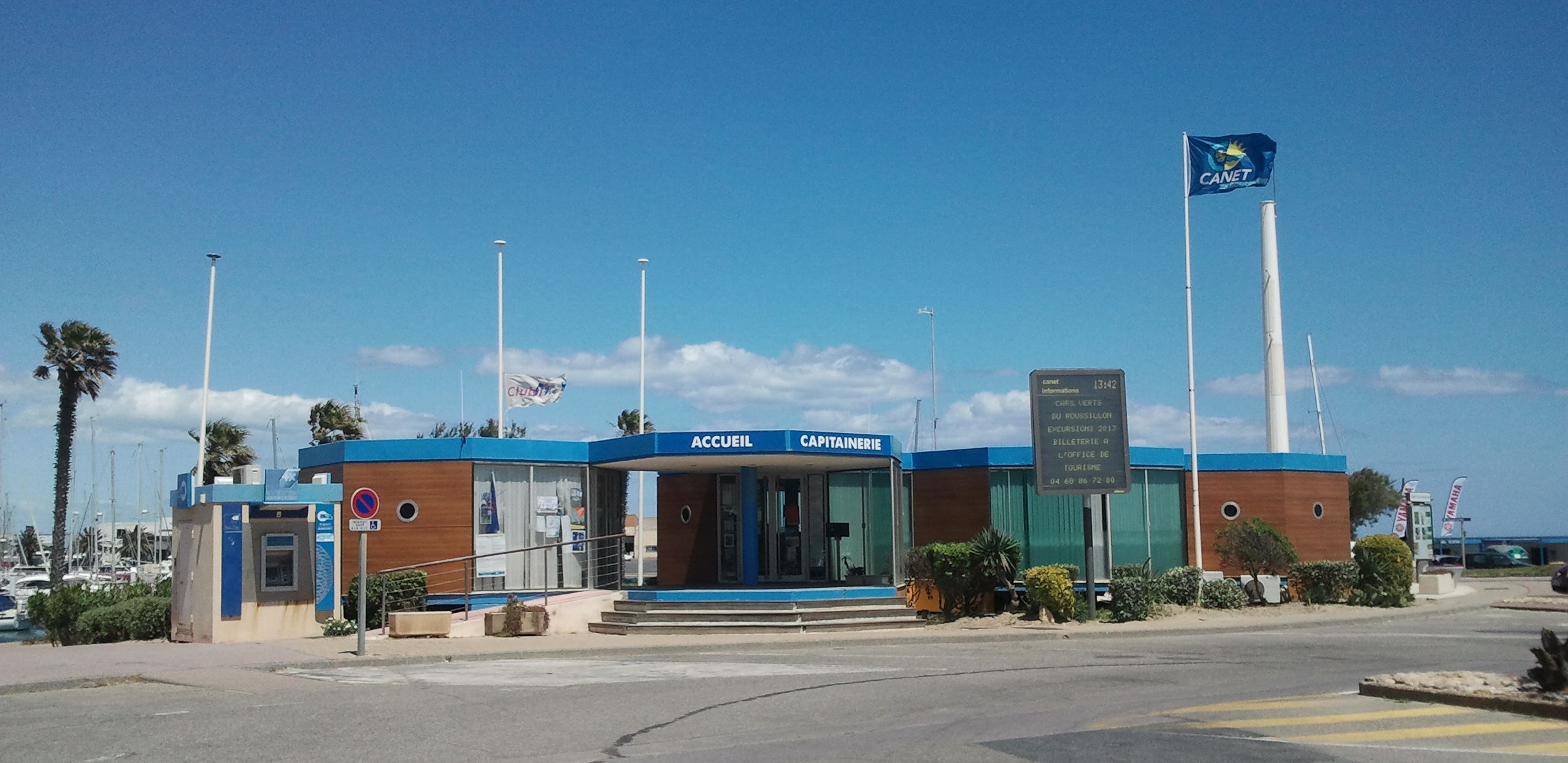
La capitainerie du port.

Tourisme : hôtellerie, restauration, campings.
Le port et son activité sur le pôle nautique : Une quarantaine d'entreprises du nautisme et un port qui a une capacité de 1 300 places,.

## Culture locale et patrimoine

### Monuments et lieux touristiques
- Église Notre-Dame-des-Flots de Canet-en-Roussillon.
- Église Saint-Jacques de Canet-en-Roussillon.
- Chapelle Saint-Martin du château de Canet-en-Roussillon.

Le château vicomtal
Le château vicomtal ( Inscrit MH (1984)) est attesté dès le milieu du XIe siècle. Certains éléments des remparts remontent à cette époque, de même que la chapelle Saint-Martin, ayant servi un temps d'église paroissiale au village.
Par la suite, il est remanié à plusieurs reprises jusqu'au XVe siècle.
On peut y voir un puits à glace (pou de gel) construit dans son sein en 1688. Tombé progressivement dans l'abandon dans le courant du XVIIe siècle, le château a été restauré par l'Association des Amis du Vieux Canet à la fin du XXe siècle.

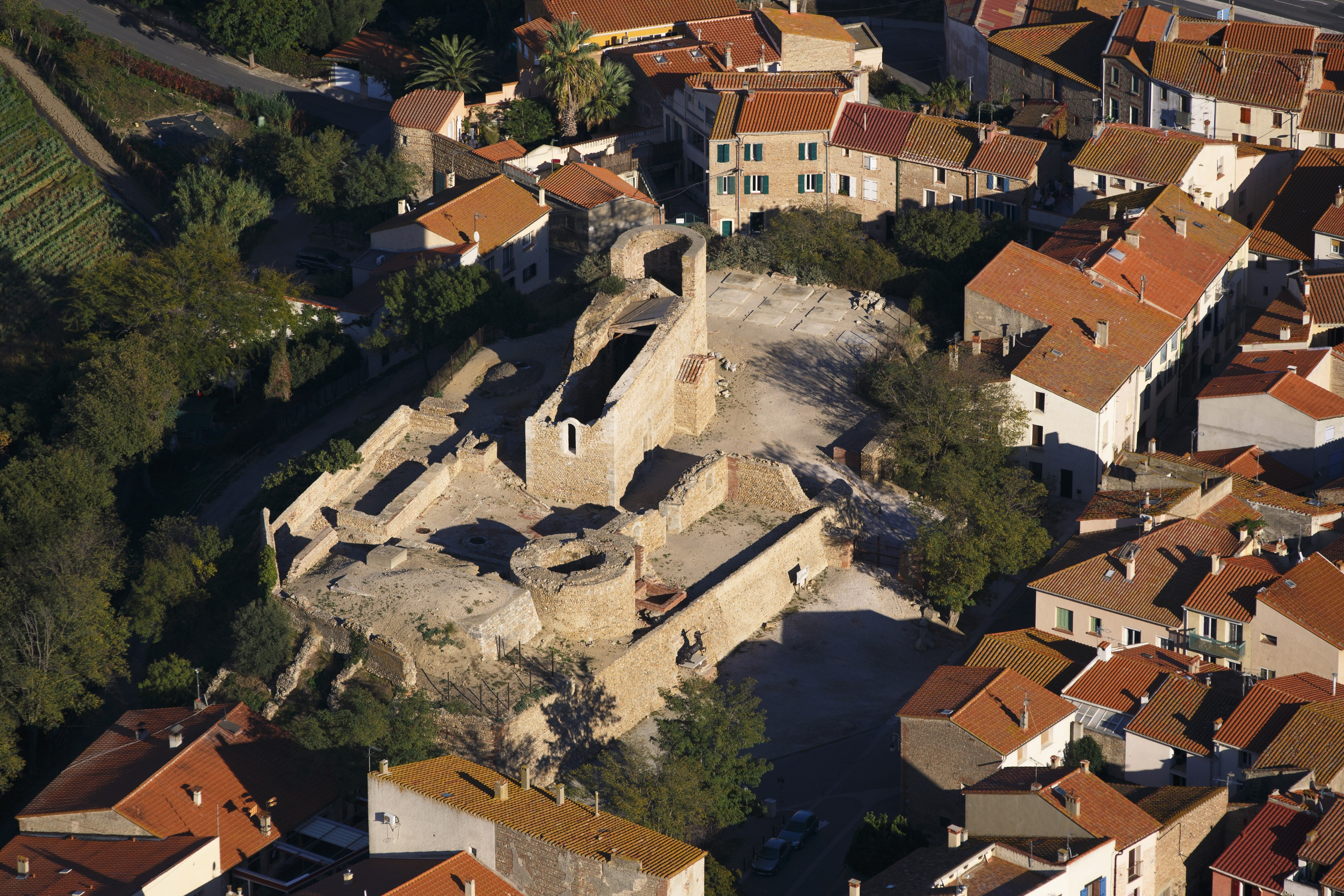
Vue aérienne du château
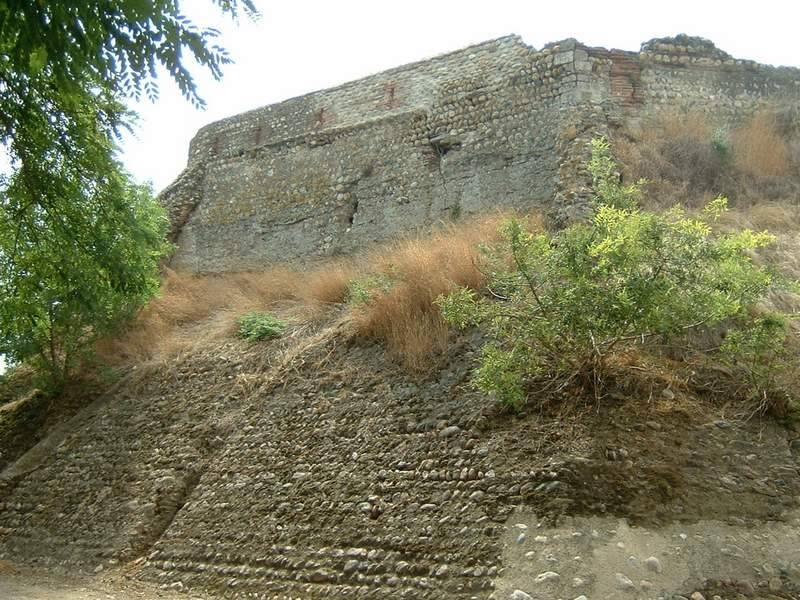
Angle nord-est du château.
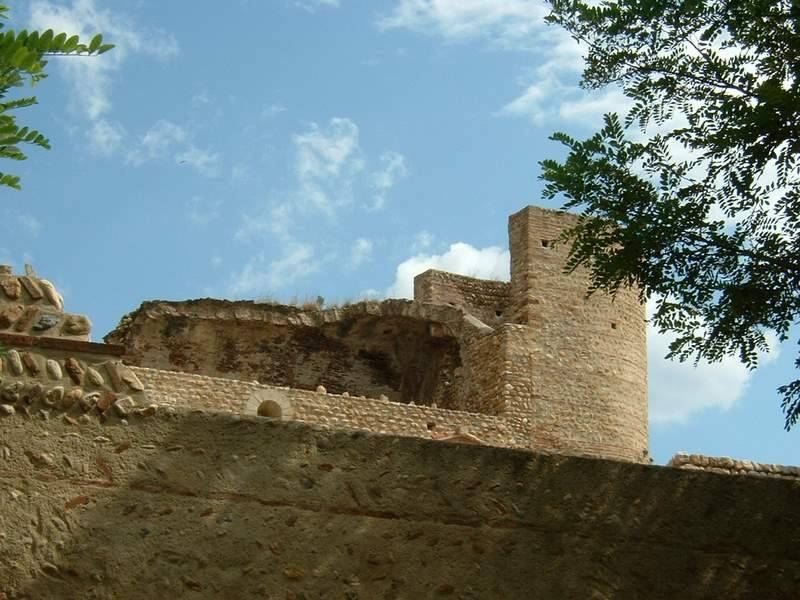
Chapelle Saint-Martin (vue depuis le sud).

L'église Saint-Jacques

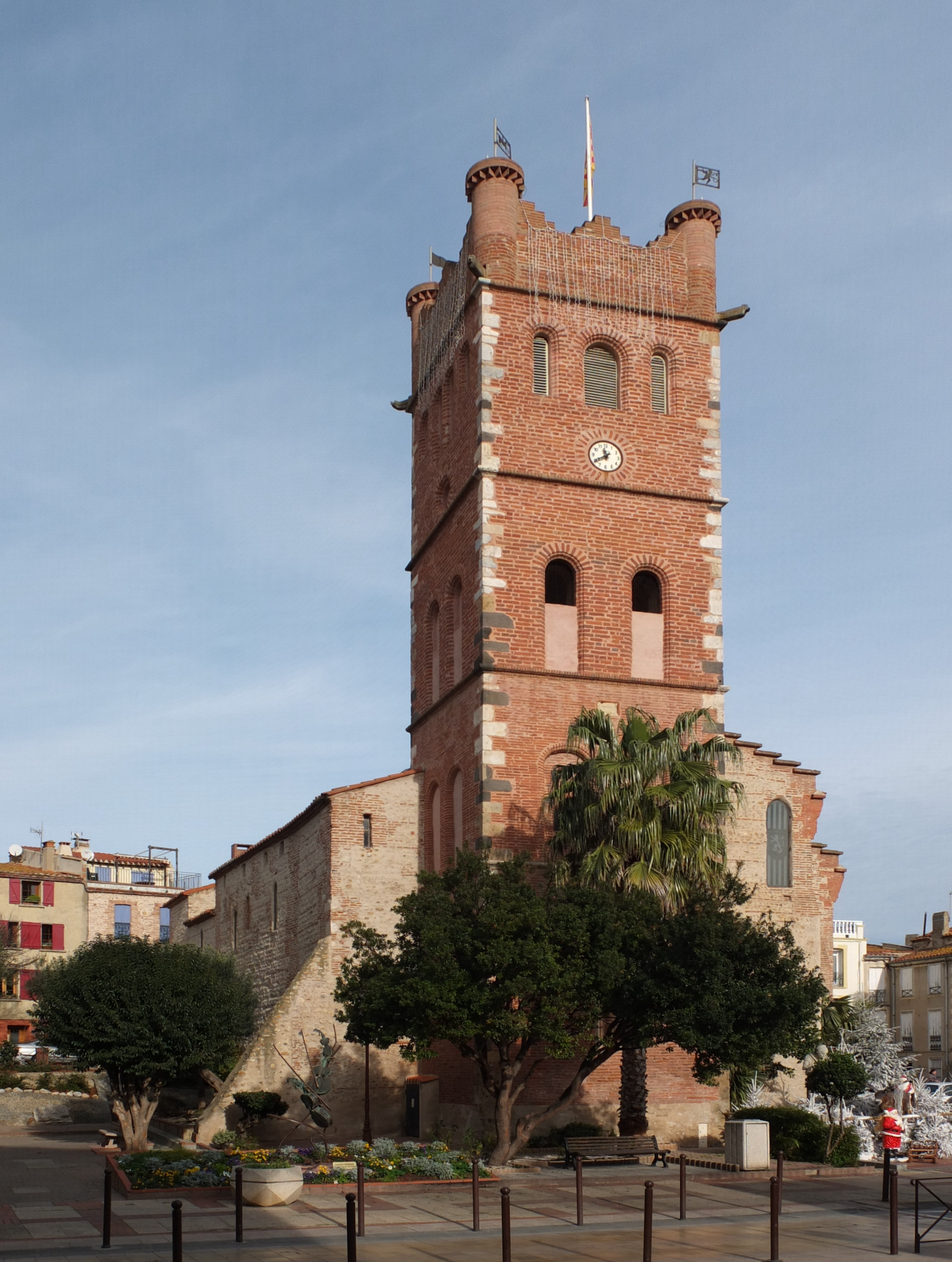
L'église Saint-Jacques.

L'église Saint-Jacques est mentionnée en 1241 dans le testament d'un des seigneurs de Canet. Cet écrit mentionne que l'édifice est situé en dehors des murailles de la ville, ce qui lui vaudra d'ailleurs d'être rasé au XIVe siècle par le roi d'Aragon. Le roi décida ensuite de rembourser ce préjudice en finançant la construction d'une nouvelle église. Le chantier en fut très long, et ne s'acheva qu'en 1408. Un siècle plus tard, au début du XVIe siècle, des travaux sont vraisemblablement entrepris (pierre datée de 1510 scellée dans la façade actuelle), mais dont la teneur exacte reste assez obscure : apparemment il s'agirait d'une restauration de la nef. Au XVIIe siècle, la nef est dotée de deux chapelles latérales supplémentaires. À l'issue de la Révolution, la majorité du mobilier fut détruite, à l'exception de rares éléments. Dans les années 1890, on entreprit une réfection générale de l'édifice : rénovation du clocher, de la façade (pierre portant la date de 1892), et de la toiture.
Du point de vue architectural, l'église actuelle est à nef unique, couverte par une charpente à arcs diaphragmes. Elle est flanquée de trois chapelles de part et d'autre, et est terminée par une abside pentagonale voûtée sur croisée d'ogive.
Le château de l'Esparrou
Le château de l'Esparrou ( Inscrit MH (2011)) est une demeure privée construite à la fin du XIXe siècle et entourée de vignobles et d'un parc.
Le vieux village
Le vieux village a gardé son aspect ancien, avec ses ruelles sinueuses et quelques belles demeures, la plupart restaurées ou en cours de restauration, certaines remontant au XVIIe siècle.
Le village était autrefois fortifié. Il reste quelques vestiges de l'enceinte fortifiée, qui était percée de trois portes (au moins) et flanquée de 14 tours. Remaniée au XVe siècle, elle fut en grande partie détruite au XIXe siècle. Trois tours ont survécu : celle dite « de la bascule », une autre proche de l'ancienne « Porte de la mer » (rue de la Vierge), et enfin la tour d'en Pixa Cabres, à proximité du vieux moulin, flanquée d'un morceau de courtine (l'ensemble a été récemment restauré).
Le bord de mer
La promenade du bord de mer est aménagée sur plus de trois kilomètres, du port jusqu'à Canet Sud. Elle peut se poursuivre tant vers le nord (Sainte-Marie-la-Mer) que vers le sud (Saint-Cyprien), par la plage.
L'église de Notre-Dame-des-Flots est construite près du bord de mer en 1961, en remplacement de plusieurs chapelles existant depuis la fin du XIXe siècle et dressées en souvenir des marins pêcheurs disparus en mer.

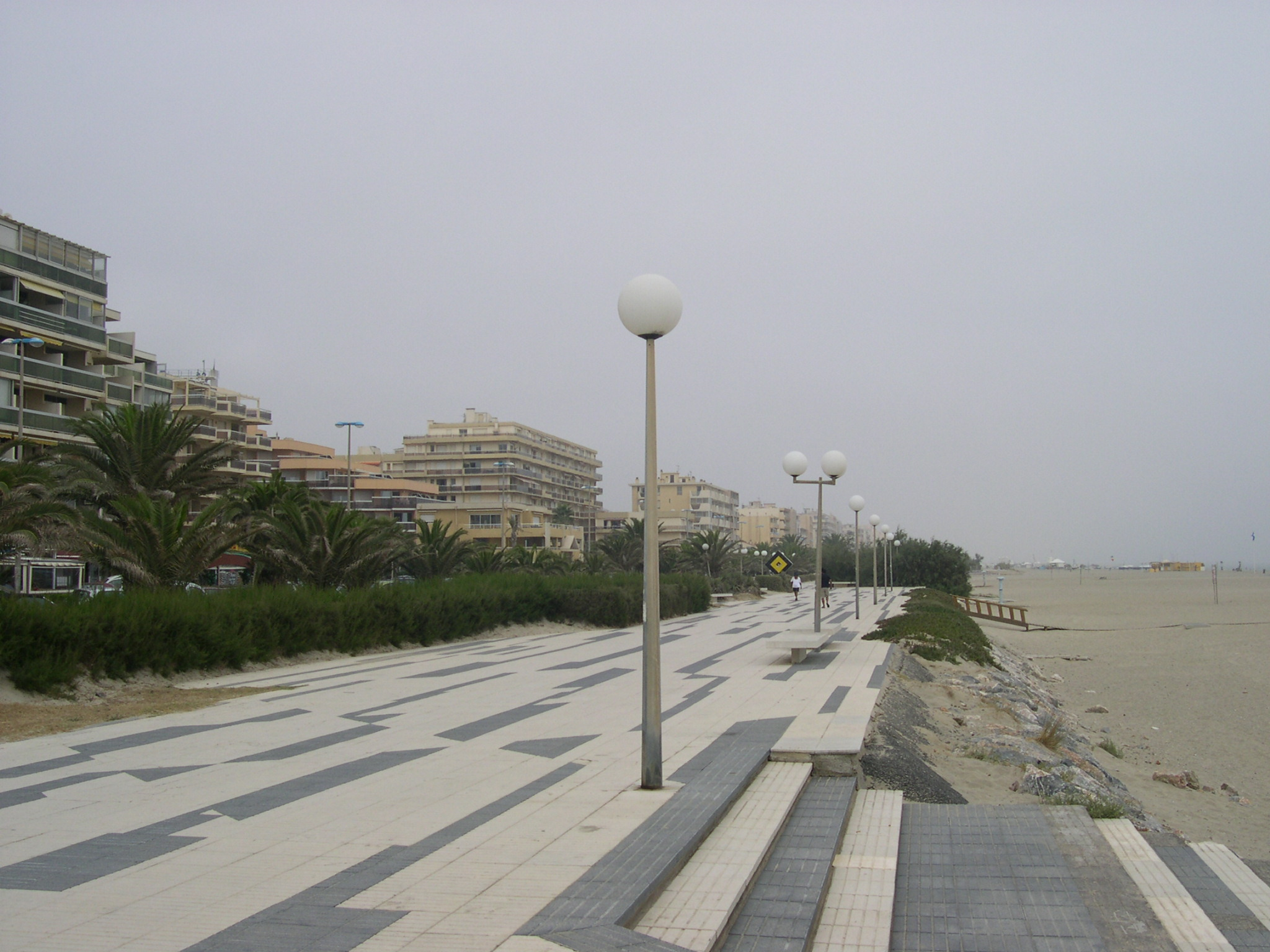
Vue du front de mer.
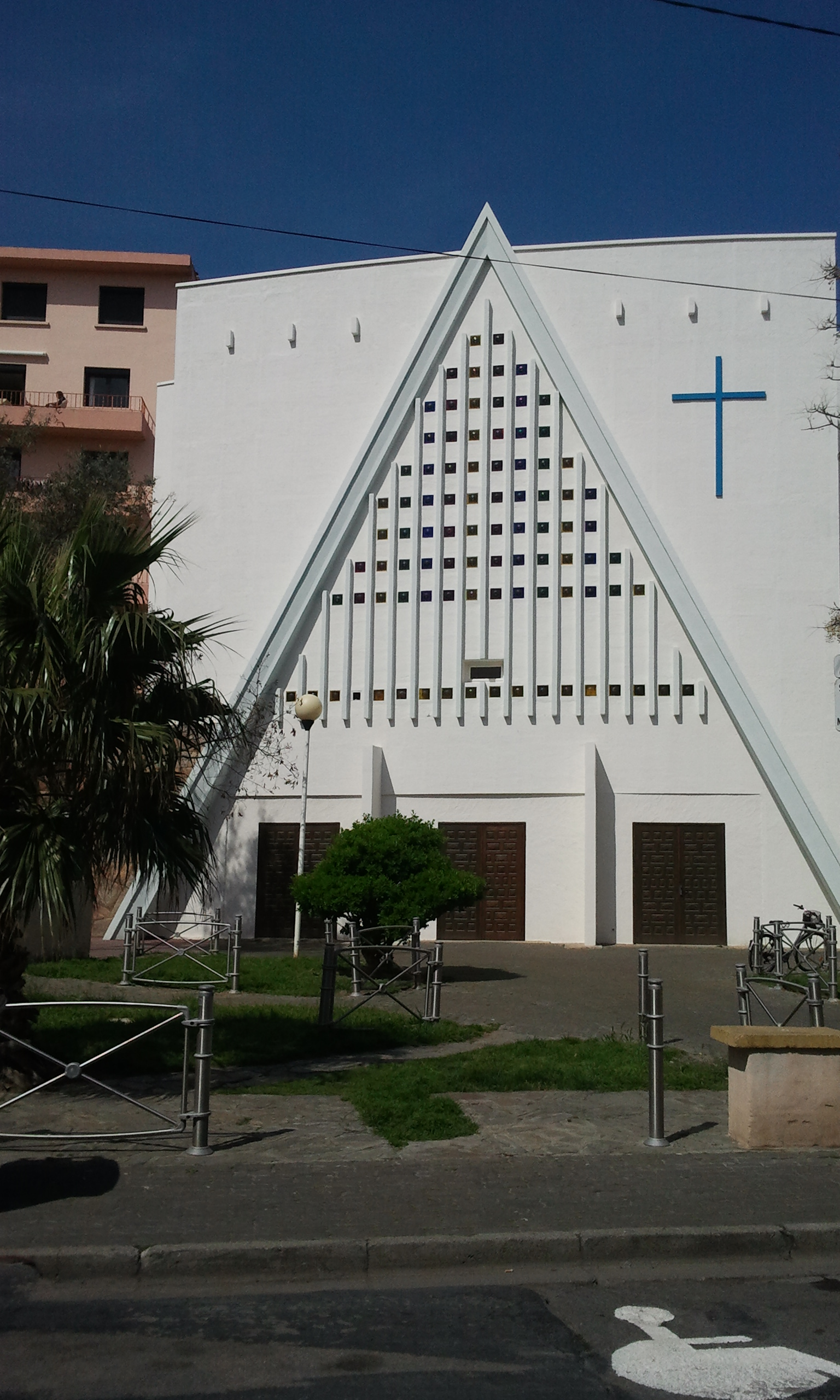
Église Notre-Dame-des-Flots.
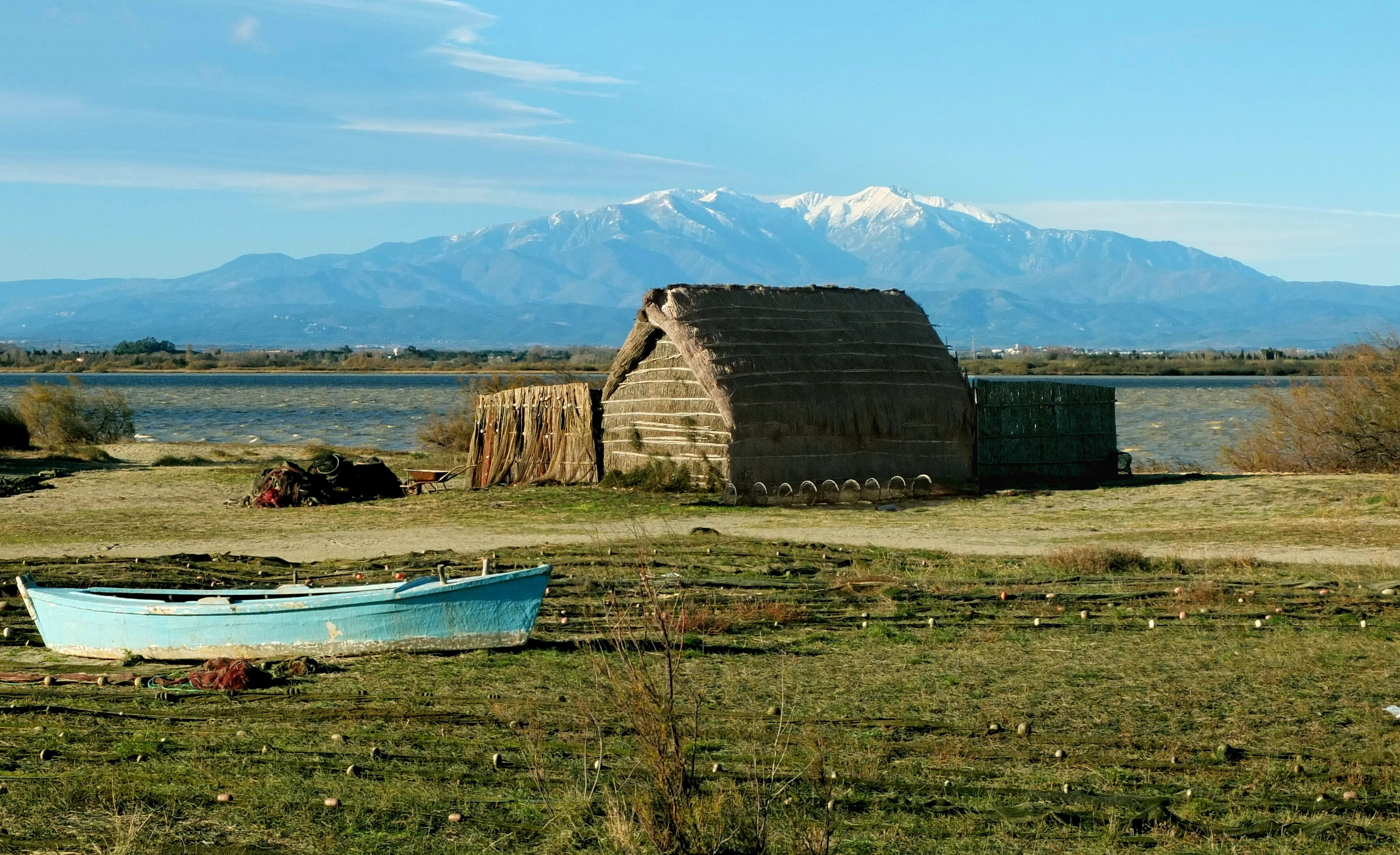
Les cabanes de pêcheurs de l'étang de Canet devant le Canigou[89].

### Équipements culturels

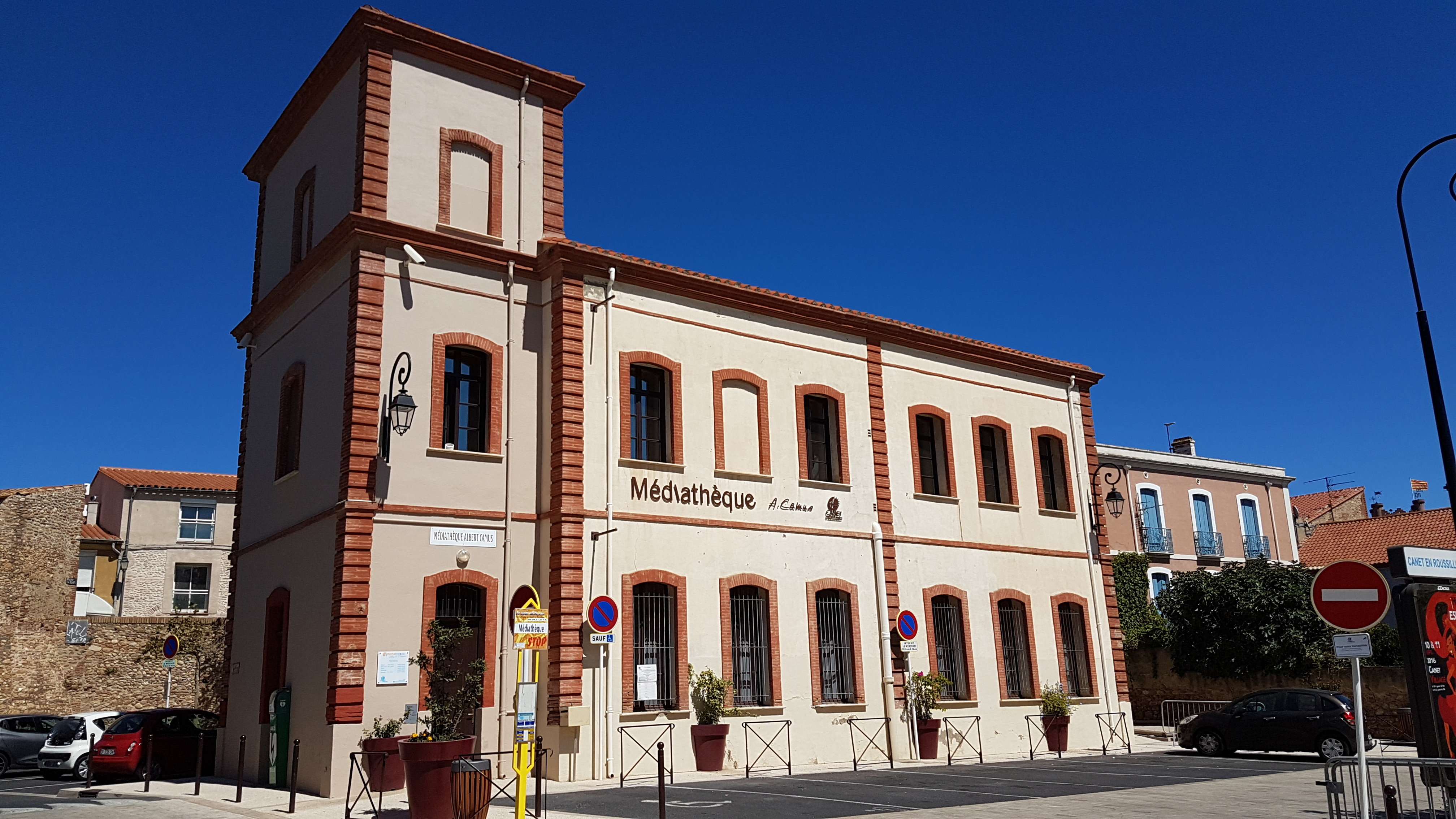
La médiathèque.

- Galerie des Hospices
- Médiathèque Albert Camus
- Théâtre Jean Piat

### Patrimoine environnemental
- Étang de Canet-Saint-Nazaire
- Arboretum

### Personnalités liées à la commune
- Joseph Cassanyes (1758-1843) : homme politique né et mort à Canet ;
- François Gérard Justin Fournié (1888-1914) : joueur de rugby à XV (demi de mêlée) né à Canet, champion de France de rugby à XV avec l'U.S.A.P en 1914 ;
- Joseph Lida (1891-1914) : joueur de rugby à XV (troisième ligne aile) né à Canet, champion de France de rugby à XV avec l'U.S.A.P en 1914 ;
- Jacques Grésa (1898-1964) : homme politique né à Canet ;
- Mathilde Gabriel-Péri (1902-1981) : femme politique française née à Canet ;
- Lois Gunden (1915-2005) : enseignante américaine, directrice de la villa Saint-Christophe à Canet-Plage, où elle abrite des enfants Juifs, Juste parmi les nations ;
- Ilse Barande (1928-2011) : médecin psychiatre et psychanalyste, morte à Canet-en-Roussillon ;
- Arlette Franco (1939-2010) : maire de la ville de 1989 à 2010, députée à l'assemblée nationale et vice-présidente de la Fédération Française de Natation ;
- Gérard Berlic (1941-1993) : enseignant et ornithologue mort à Canet-en-Roussillon ;
- Marc Fontan (1956-) : pilote de moto né à Canet ;
- Philippe Lucas (1963-) : entraîneur au club de natation Canet 66 natation de septembre 2006 à février 2009 ;
- Hervé Alicarte (1974-) : entraîneur de l'équipe première de football Perpignan Canet Football Club jusqu'en 2010 ;
- Laure Manaudou (1986-) : ancienne nageuse au club de natation Canet 66 natation ;
- Julien Michaud (1979-) : pongiste handisport français vivant dans la commune depuis les années 2000.

### Héraldique
|  | Les armes de Canet-en-Roussillon se blasonnent ainsi : d'azur à un lion d'or, armé et lampassé de gueules. Elles apparaissent sur l'inscription funéraire, à la chapelle de l'hôpital d'Ille-sur-Têt, de Béatrice d'Urg, vicomtesse de Fenollet, disparue en 1292. |

### Culture populaire

#### Cinéma
- 1972 : L'ingénu, film de Norbert Carbonnaux dont quelques scènes ont eu pour décor le littoral canétois[91] ;
- 1981 : Prends ta Rolls et va pointer, film de Richard Balducci dont la majeure partie se déroule à Canet[92] ;
- 2008 : Leur morale... et la nôtre, film de Florence Quentin dont quelques scènes extérieures ont été tournées à Canet[93] ;
- 2015 : Orage, film de Fabrice Camoin dont quelques scènes ont été tournées à Canet. Avec Marina Foïs et Sami Bouajila.

#### Littérature
- Marion Poirson-Dechonne, Serial Vénus, Canet-en-Roussillon, Trabucaire, 2009, 406 p. (ISBN 978-2-84974-093-4, BNF 42042815), p. 313-316 : une tentative de meurtre a lieu à l'étang de Canet-Saint-Nazaire.
- Claude Simon, Le Tramway, Paris, Les Éditions de Minuit, 2001, 141 p. (ISBN 2-7073-1732-2, BNF 37216927) : le récit se déroule entre Canet et Perpignan autour de la ligne de tramway qui réunissait jadis ces deux communes.

#### Musique
- 1989 : Canet j'aime (45T) de Jacques Philibert[94].